# Ironman Hawaii

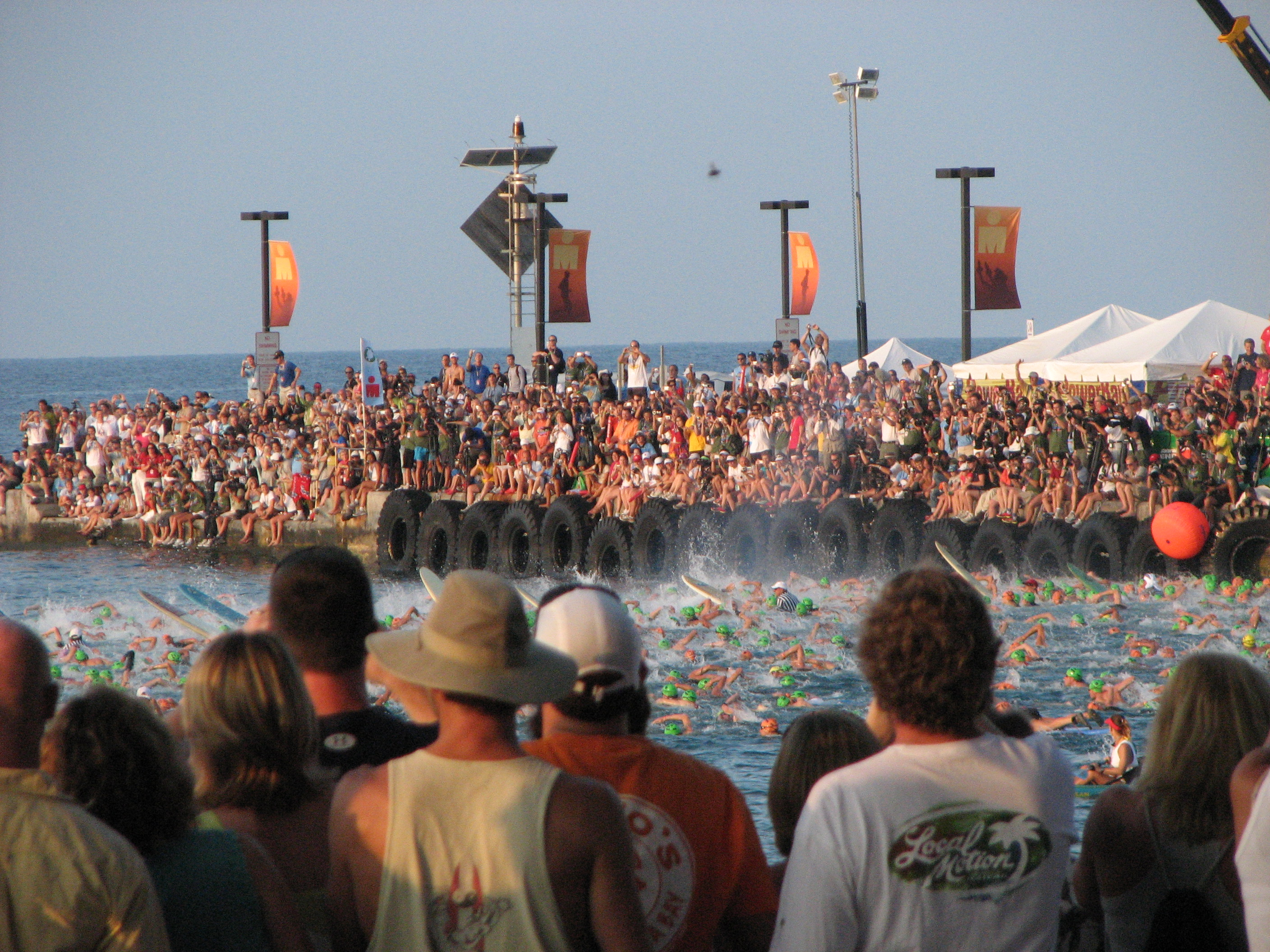
Start zum Ironman Hawaii 2008

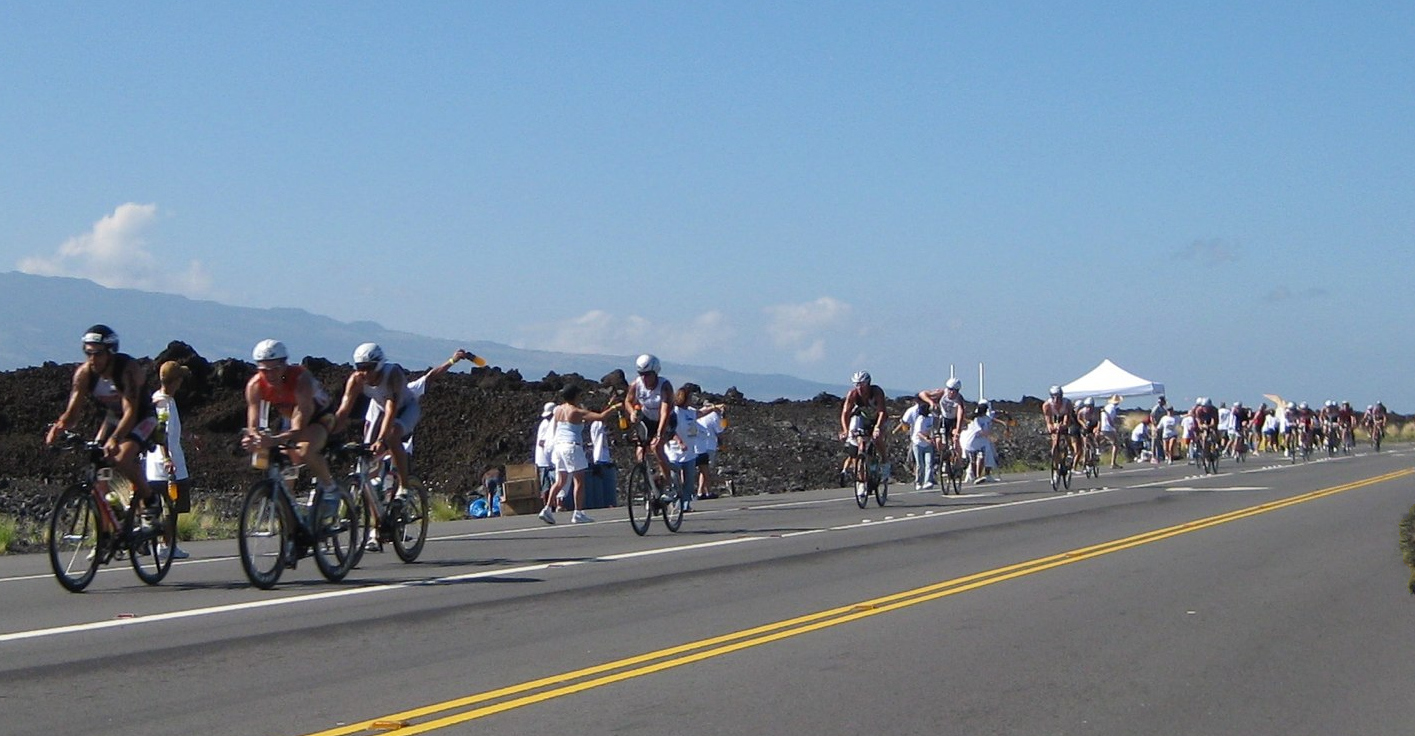
Verpflegungsstation bei km 45 auf der Radstrecke

Der Ironman Hawaii ist der älteste Triathlon über die Langdistanz mit 3,86 km (2,4 Meilen) Schwimmen, 180,2 km (112 Meilen) Radfahren und 42,195 km (26,2 Meilen) Laufen, der seit der Erstaustragung 1978 an der Geburtsstätte der Marke Ironman ['aɪɘɹnˌmæn] (britische Aussprache: ['aɪɘnˌmæn]) auf der Inselgruppe Hawaii im Pazifischen Ozean stattfindet. Seit 1982 wird er alljährlich unter der seither als Markenzeichen geschützten Bezeichnung Ironman World Championship im Oktober auf der Hauptinsel Hawaii (zuvor auf Oʻahu) ausgerichtet. Seit Mitte der 1980er Jahre ist sowohl für Amateure als auch Profi-Triathleten in der Regel eine Qualifikation bei den weltweit stattfindenden, vom Inhaber der Markenrechte lizenzierten oder ausgerichteten Wettbewerben erforderlich. 
Die Veranstaltungen des Ironman Hawaii für 2020 und 2021 wurden aufgrund der COVID-19-Pandemie abgesagt. Die  Ironman-Weltmeisterschaft 2021 wurde im Frühjahr 2022 in St. George (USA) nachgeholt. Seit 2023 findet der Frauen- und der Männerwettbewerb jährlich wechselnd in Nizza statt.

## Ablauf des Wettkampfes
Der Ironman Hawaii gilt als einer der weltweit anspruchsvollsten Ausdauerwettkämpfe. Neben den aus der Länge der Wettkampfstrecke resultierenden mentalen und physischen Anforderungen an die Athleten werden diese zusätzlich durch die klimatischen Bedingungen in der hawaiianischen Lavawüste während des Rennens gefordert. Die Hoʻo-Mumuku-Winde, unvorhersehbar aufkommende böige Seitenwinde mit Geschwindigkeiten von bis zu 80 km/h, können vor allem auf der Radstrecke, auf der wie bei allen Ironman-Rennen das Windschattenfahren untersagt ist, den Rennverlauf wesentlich beeinflussen. Sowohl beim Radfahren als auch auf der weitgehend schattenlosen Laufstrecke sind die Teilnehmer Temperaturen von zum Teil erheblich über 30 °C und hoher Luftfeuchtigkeit ausgesetzt.

“Swim 2.4 miles, bike 112 miles, run 26.2 miles. Brag for the rest of your life!”

„Schwimme 3,8 km, radle 180 km, laufe 42,2 km. Prahle damit für den Rest Deines Lebens!“

Die meisten Teilnehmer sind zur Akklimatisierung bereits eine Woche vor dem Wettkampf auf Hawaii, das Programm beginnt am Samstag vor dem Wettkampf mit einem Schwimmtraining am Kailua Pier sowie einem 5-km-Lauf am Sonntag. Ab Dienstag vor dem Rennen ist die Registrierung der Teilnehmer mit Abholung der Startunterlagen, nachmittags startet die Parade der Nationen: In einem Umzug der Teilnehmer, angeführt von jugendlichen Soldaten aus Hawaii, ziehen die Athleten nach Nationalitäten gruppiert gemeinsam mit Bands über den Aliʻi Drive bis hin zum Expo Gelände in Kailua-Kona. Mittwochs bzw. Donnerstags finden Wettkampfbesprechungen in Deutsch, Japanisch bzw. Englisch statt, in denen der Ablauf und das Regelwerk erläutert wird. Donnerstag ist dann der Tag des Underpants-Run, einer Charity-Veranstaltung, die ihren Ursprung in einer Aktion aus dem Jahr 1998 hat, um die insbesondere aus Sicht der Amerikaner schamlosen europäischen Athleten, die ihre Badebekleidung jederzeit im Restaurant, im Supermarkt oder anderen nicht geeigneten öffentlichen Orten zur Schau tragen, auf die Schippe zu nehmen. Freitags ist der Check-In des Wettkampfmaterials der Teilnehmer (Rad, Helm sowie die beiden Wechselbeutel) in der Wechselzone am Kailua Pier. Für die Teilnehmer beginnt der Wettkampftag Samstags morgens um 04:45 Uhr mit der Kennzeichnung ihrer Oberarme mit ihrer individuellen Startnummer.
Der Wettkampf startet in vier Startgruppen von 06:25 Uhr bis 07:10 Uhr morgens in Kailua-Kona mit der 3,86 km (2,4 Meilen) langen Schwimmstrecke aufs offene Meer und zurück, der Startschuss erfolgt mittels einer alten Kanone. Darauf folgt die Radstrecke durch die Lavafelder Richtung Norden auf dem Queen K Highway mit dem Wendepunkt in Hawi. Nach 180,2 km (112 Meilen) wird das Rad in Kailua Kona gegen die Laufschuhe getauscht. Der Marathon führt bis zum Natural Energy Lab, einer Forschungsstation zur Nutzung von Meeresenergie, und endet mit dem Zieleinlauf auf dem Aliʻi Drive in Kona.
Mit dem Abschlussbankett und der Siegerehrung am Sonntagabend endet das offizielle Programm rund um die Ironman World Championship.

## Qualifikation
Details zur Qualifikation s. Ironman World Championship.

## Streckenverlauf

### Schwimmen

Schwimmstrecke (2015)

Das Schwimmen über 3,86 Kilometer (2,4 Meilen) im Pazifik führt vom Kailua Pier in der Bucht von Kailua-Kona im Uhrzeigersinn in Form eines lang gezogenen Rechtecks in südlicher Richtung bis zu einem Wendepunkt bei der Hälfte der Strecke und dann wieder zurück zum Startbereich. Neoprenanzüge sind auf Hawaii nicht erlaubt, die Wassertemperatur in der Kailua Bay liegt mit typischerweise 26 °C deutlich über dem Limit von 24 °C. Athleten, die 2:20 h nach ihrem Start oder später das Wasser verlassen, dürfen das Rennen nicht weiter fortsetzen.
Bis einschließlich 2003 gab es noch einen gemeinsamen Massenstart für alle Athleten. Ab 2004 starteten die Profi-Triathleten 15 Minuten vor den Amateuren, ab 2011 30 min. Seit 2012 starten die männlichen Profi-Triathleten fünf Minuten vor den weiblichen, die Amateure starteten zunächst noch in einer gemeinsamen Gruppe weitere 25 Minuten später. Seit 2014 starten auch die männlichen und weiblichen Amateure in getrennten Startwellen. 2015 wurden die Startwellen noch weiter auseinandergezogen: die männlichen Amateure starteten 25 Minuten nach den weiblichen Profis, weitere fünfzehn Minuten später die weiblichen Amateure.

### Radfahren

Radstrecke (2015)

Die Strecke über 180,2 Kilometer (112 Meilen) Radfahren verläuft zunächst in südlicher Richtung zum ersten Wendepunkt, dann zurück durch Kona und weiter in nördlicher Richtung entlang der Kona- und Kohala-Küste auf dem Queen Kaʻahumanu Highway sowie Akoni Pule Highway bis zum zweiten Wendepunkt in dem kleinen Ort Hawi und dieselbe Strecke zurück nach Kona. Die Strecke besteht aus einer Vielzahl kleiner Hügel mit Anstiegen von bis zu sechs Prozent und einer Länge zwischen einigen hundert Metern bis ca. 1,5 km. Es müssen etwa 1700 Höhenmeter bewältigt werden. Der höchste Punkt der Strecke liegt etwa 200 Meter über dem Meer.
Windschattenfahren ist beim Ironman generell verboten, ein Mindestabstand von 10 Metern entsprechend fünf Radlängen (Profis: zwölf Meter) ist einzuhalten (von 2004 bis 2014 7 Meter, entsprechend vier Radlängen). Bei Überholvorgängen muss innerhalb von 20 s der vorausfahrende Athlet passiert werden, der anschließend innerhalb von 20 s den Mindestabstand wiederherzustellen hat. Nach einem Überholvorgang ist sofort wieder einzuscheren und das Rechtsfahrgebot einzuhalten. Verstöße (auch „Littering“, d. h. Wegwerfen von Abfall außerhalb der Verpflegungsstellen) werden von Race-Marshals mit gelben oder blauen Karten geahndet, anschließend hat der Athlet die nächste Penalty-Box aufzusuchen. Bei einer gelben Karte (z. B. wegen „Blocking“ durch Missachtung des Rechtsfahrgebots) kann der Athlet nach Nennung seiner Startnummer den Wettkampf sofort fortsetzen („Stop&Go“), bei einer blauen Karte erst nach Ablauf der Zeitstrafe von fünf Minuten (2014 noch vier Minuten).
Athleten, die nicht an der nächsten Penalty-Box stoppen, mehr als zwei Verwarnungen erhalten oder die Radstrecke spätestens 10:30 h nach dem Rennstart noch nicht beendet haben, dürfen das Rennen nicht weiter fortsetzen.

### Laufen

Laufstrecke (2015)

Die 42,195 Kilometer lange Laufstrecke (entsprechend der Marathon-Distanz) verläuft zunächst Richtung Süden nach Keauhou zu einem ersten Wendepunkt, dann wieder zurück durch Kona Richtung Norden auf den Queen Kaʻahumanu Highway (auf dem auch die Radstrecke verläuft) zum zweiten Wendepunkt, im sogenannten Natural Energy Lab, und von dort wieder auf dem gleichen Weg zurück nach Kona. Das Ziel befindet sich auf dem Aliʻi Drive.
Alle Athleten müssen bis spätestens Mitternacht den Marathon beendet haben. Somit bleiben insgesamt 17 Stunden, um die Ziellinie zu überqueren. Neben „Drafting“, „Blocking“ und „Littering“ werden z. B. auch die Annahme fremder Hilfe, nicht geschlossene Kinnriemen der Helme auf dem Rad, unerlaubte Ausrüstungsgegenstände (auch MP3-Player und Handys) und fehlende Startnummer auf der Laufstrecke bzw. am Rad von den Race-Marshals geahndet.

## Geschichte
Aus den 1920er-Jahren sind erste Mehrkämpfe aus Schwimmen, Radfahren und Laufen in Frankreich überliefert. Die Jogging-Welle Mitte der 1970er-Jahre führte zu ähnlichen derartigen Mehrkämpfen im südlichen Kalifornien, wo auch erstmals die Bezeichnung Triathlon verwendet wurde, Zusammenhänge zu den französischen Veranstaltungen sind allerdings nicht bekannt.

### 1972 bis 1975 – Vorgeschichte in San Diego

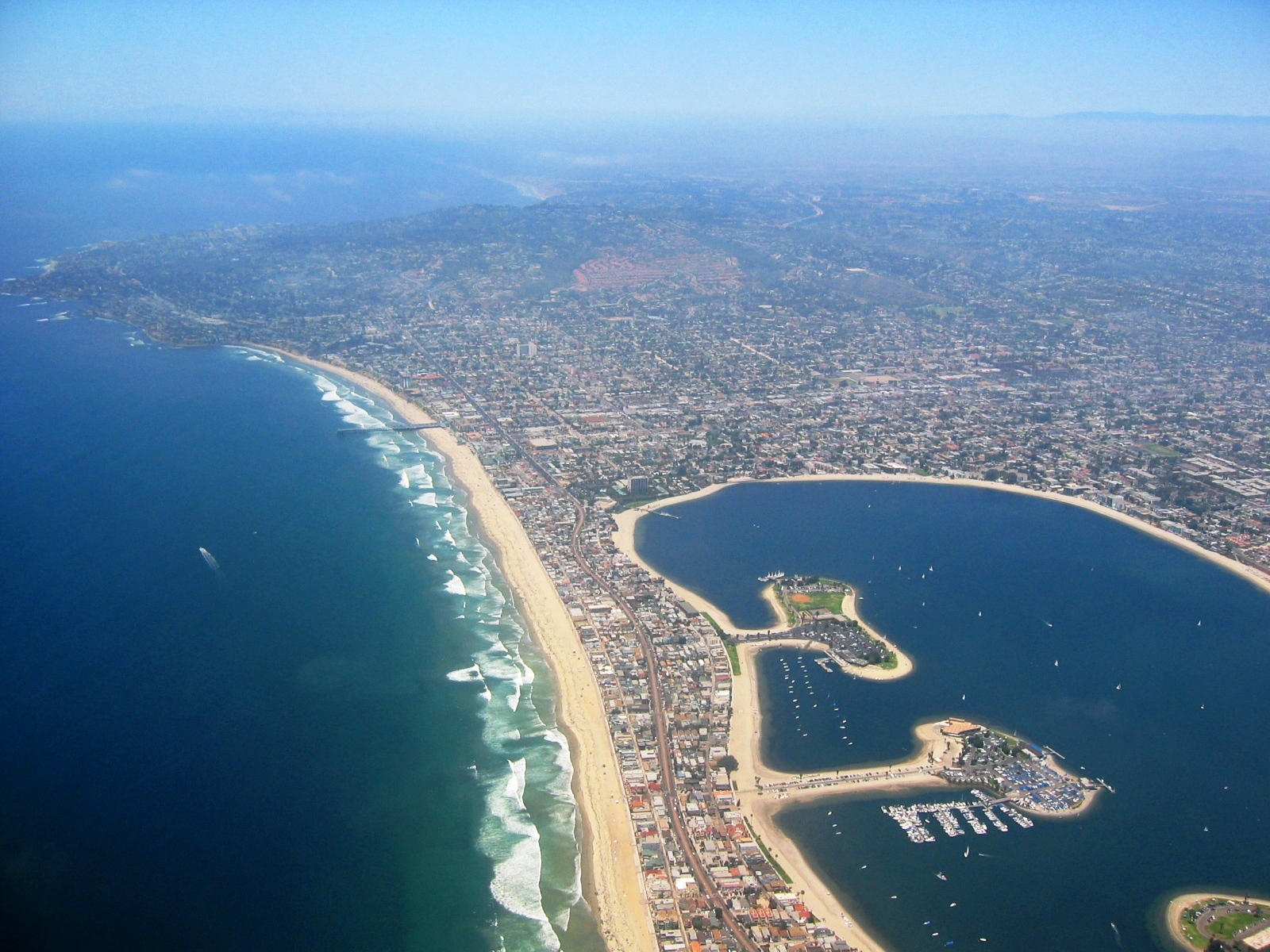
Luftbild von Pacific Beach, San Diego mit Mission Beach (links) und Mission Bay (rechts)

Wegen der Lagune Mission Bay inmitten San Diegos war dort die Kombination von Schwimmen und Laufen am Strand als Ausdauersportart populär geworden, man veranstaltete Wettkämpfe im Modern Biathlon (der amerikanischen Bezeichnung für „Biathle“). Der Dave Pain Birthday Biathlon war seit 1972 ein solcher kleiner Amateur-Wettkampf mit den Disziplinen 4,5 Meilen (7,242 km) Laufen und eine Viertelmeile (402 m) Schwimmen.
Der damalige Mittdreißiger und ehemalige Leistungsschwimmer Jack Johnstone nahm 1973 und 1974 daran teil und wollte daraufhin selbst einen Biathle ausrichten. Über den Laufsportverein „San Diego Track Club“ kam er in Kontakt zu Don Shanahan, der ähnliche Gedanken hegte und die Integration eines Radrennens vorschlug. Johnstone war zwar skeptisch, da er wie die meisten Amerikaner gar kein Fahrrad besaß, nahm den Vorschlag aber an und organisierte gemeinsam mit Shanahan den ersten Mission Bay Triathlon. Angeblich fragte der Schildermacher, der die Siegerpokale anfertigen sollte, Johnstone nach der korrekten Schreibweise des Begriffes „Triathlon“, der damals noch in keinem Wörterbuch zu finden war.
Am späten Nachmittag des 25. September 1974 startete der erste Mission Bay Triathlon. 46 Teilnehmer gingen an den Start der Strecken 6 Meilen (9,656 km) Laufen, 5 Meilen (8,047 km) Radfahren und 500 Yards (457 m) Schwimmen. Aufgrund der Dämmerung beleuchteten Pkw-Scheinwerfer am Strand die letzten Meter der Schwimmstrecke. Sieger wurde Bill Phillips nach 55:44 Minuten. Johnstone selbst wurde Sechster, Shanahan nahm aufgrund einer Verletzung nicht teil und übernahm die Rennleitung. Zu den „Finishern“ zählten auch sieben Mitglieder der „Coronado Navy Swim Association“ (CNSA), darunter Commander John Collins mit seiner Frau Judy und ihren Kindern Michael und Kristin.
Gut neun Monate später organisierte daraufhin Stan Antrim, Trainer der CNSA zusammen mit Bob Weaver den Optimist Sports Fiesta Triathlon, bei dem allerdings Radfahren zur Auftaktdisziplin erkoren wurde. Auch hier waren die Collins beteiligt, die nach ihrer Versetzung nach Hawaii 1978 Mitgründer des Ironman wurden.

### 1977 bis 1981 – Anfänge auf Oʻahu und Namensgebung
1977
Im Februar 1977 diskutierten in Pearl City während der Preisverleihung des Oahu Perimeter Relay, einem Laufwettbewerb für Teams aus fünf Athleten, Teilnehmer der „Mid-Pacific Road Runners“ und des „Waikiki Swim Club“ wieder einmal darüber, ob Schwimmer oder Läufer die fitteren Athleten seien. John Collins schlug vor, drei bereits auf Oʻahu existierende Rennen zu kombinieren:
- Den Waikiki Roughwater Swim (2,4 Meilen/3,86 km),
- das Around-Oahu Bike Race „Ride around the Island“ (115 Meilen, ursprünglich ein zweitägiges Rennen) und
- den Honolulu-Marathon (26,2 Meilen/42,195 km).

Durch Kürzen um drei Meilen wurde es möglich, das Radrennen beim Schwimmziel zu starten und beim Aloha Tower, dem traditionellen Marathonstart, enden zu lassen. Die Namensgebung beruht einer Erzählung nach auf Collins’ Bemerkung in der Gründerrunde:

“Whoever finishes first, we’ll call him the Iron Man.”

„Wer auch immer zuerst ins Ziel kommt, wir werden ihn den Menschen aus Eisen nennen.“

1978
Am frühen Morgen des 18. Februar 1978 starteten 15 Männer zu der ausdrücklich als persönliche Herausforderung und nicht als sportlichen Wettkampf deklarierten Veranstaltung. Judy Collins musste kurzfristig ihr Vorhaben, auch teilzunehmen, zurückziehen. Jeder Teilnehmer hatte ein persönliches Unterstützungsteam inklusive individuellem Begleit-Paddler auf der Schwimmstrecke, Begleit-PKW auf der Radstrecke und Verpflegung auf der Rad- und Laufstrecke zu organisieren gehabt, eine Regel, die so auch noch bei den zwei folgenden Veranstaltungen beibehalten wurde. Zwölf Teilnehmer erreichten das Ziel. John Dunbar, ehemaliger SEALs-Soldat und Student an der Universität Honolulu, ging mit zwölf Minuten Vorsprung führend vor Gordon Haller, einem Fitness-Enthusiasten und Marathonläufer aus Honolulu, auf die Laufstrecke. Haller gelang mehrfach, zu Dunbar aufzuschließen Schließlich zog er an ihm vorbei und wurde in 11 Stunden, 46 Minuten und 58 Sekunden erster „Ironman“.
1979
Mundpropaganda reichte dafür aus, dass sich im Jahr darauf bereits 50 Athleten meldeten. Wegen schlechten Wetters musste die Veranstaltung aber um einen Tag auf den Sonntag verschoben werden, sodass schließlich wie im Vorjahr doch nur 15 Teilnehmer das Abenteuer wagten. Eine Neuauflage des Zweikampfs zwischen dem Vorjahressieger Gordon Haller und John Dunbar wurde erwartet. Nachdem Haller – von seinem in der aufgewühlten See verängstigten Begleitpaddler nach 40 min alleine gelassen – aufgrund seines orientierungslosen Zick-Zack-Kurses erst nach 112 min die erste Disziplin beendet hatte und John Dunbar in den Sturmböen auf der Radstrecke nochmals über 30 min auf den damals 28-jährigen Tom Warren aus San Diego verloren hatte, konnte dieser ungefährdet in 11:15:56 Stunden gewinnen. Lyn Lemaire, Meisterschaftsradfahrerin aus Boston, lag nach der Radstrecke sogar auf Platz zwei, sie wurde insgesamt Sechste und erste „Ironwoman“. Der Journalist Barry McDermott erfuhr von dem Rennen, drei Monate später publizierte Sports Illustrated seinen zehnseitigen Bericht. Die Fotos zu dem Artikel hatte Peter Read Miller beigesteuert. Der ursprüngliche Plan von Collins, das Rennen zur Erleichterung der Rekrutierung von Unterstützern um einen Staffelwettbewerb zu ergänzen, erübrigte sich durch die hohe Resonanz auf den Artikel.
1980

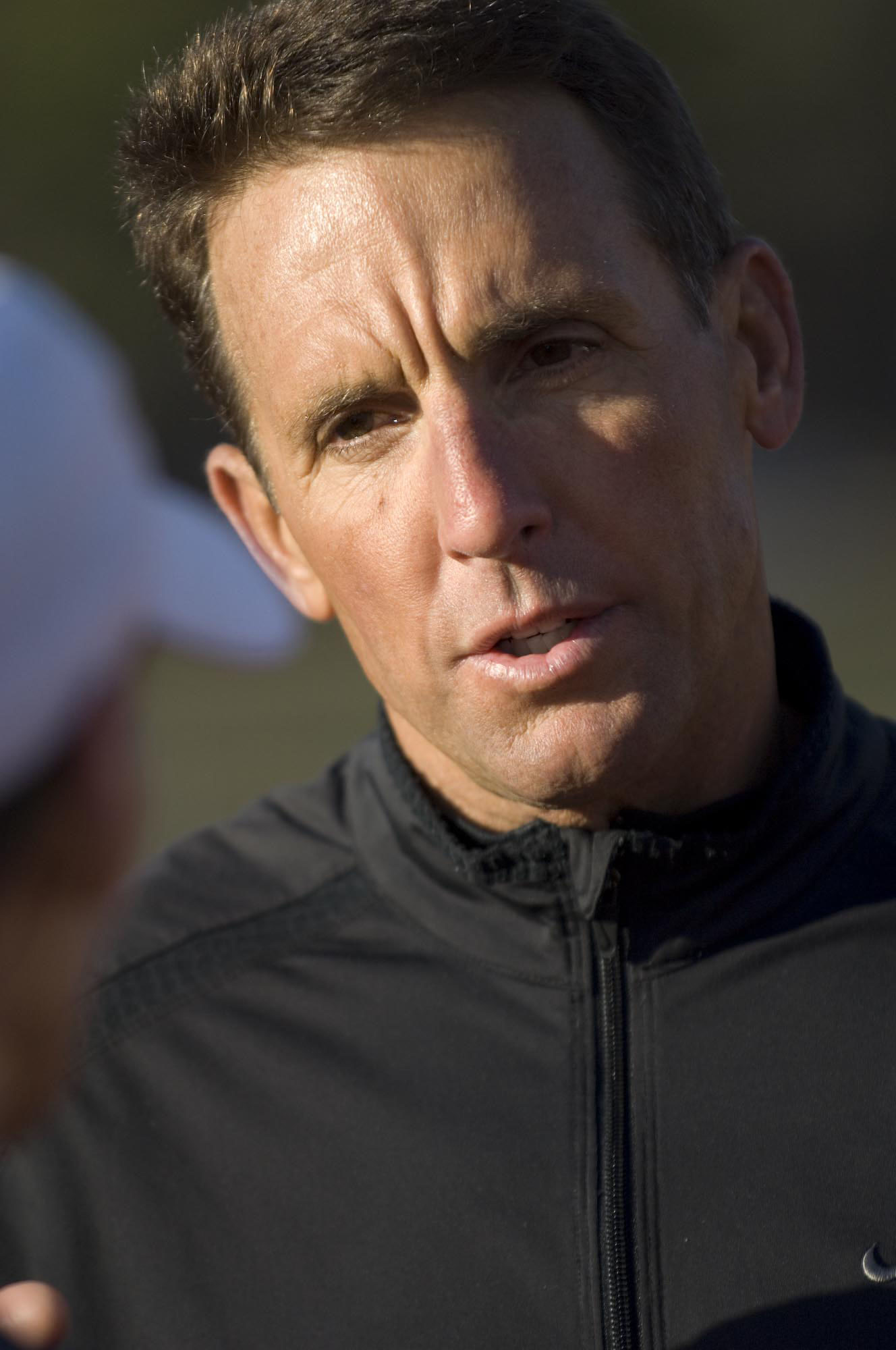
Dave Scott, sechsfacher Sieger und die erste „Legende“ (Foto von 2008)

In der Folge wurde John Collins von Hunderten Interessierter kontaktiert. Da er aber den Wettkampf nicht weiter organisieren konnte, sprachen er und seine Frau Judy ein befreundetes Ehepaar, Valerie Silk und Hank Grundman, an. Bereits bei der zweiten Austragung hatten die beiden John und Judy Collins in organisatorischen Aspekten sowie mit Helfern unterstützt, entsprechend lautete der offizielle Veranstaltungsname seit 1979 nach der Fitnesskette der Grundmans „Nautilus International Triathlon“. Einzige Bedingungen, die Collins stellte, waren, dass ihm jederzeit freies Startrecht zugestanden werde sowie das Versprechen, neben den Elite-Startern immer ein paar Startplätze für den common man bereitzuhalten, denn diese Individualisten hätten das Rennen geschaffen.
Collins wurde von ABC kontaktiert, die Interesse hatten, einen TV-Beitrag über die Veranstaltung zu drehen. Collins willigte unter der Bedingung ein, dass ihm hierdurch keine Kosten entstehen würden. Er warnte die Redakteure aber, dass der Event für Zuschauer seiner Ansicht nach „ungefähr so spannend sei wie dem Rasen beim Wachsen zuzuschauen“ und hörte dann nichts mehr von ABC. Letztlich reiste wirklich ein Kamerateam nach Honolulu. Sein dann am 23. März in der Sendung Wide World of Sports gezeigter Beitrag sorgte für eine erneute Erhöhung der Aufmerksamkeit auf das Rennen. Der Schwimmstart war aus der Erfahrung des Vorjahres vom San Souci Strand um ca. 5 km zum Ala Moana Beach in Honolulu verlegt worden, hier sorgt ein vorgelagertes Riff für weniger raue See. Von 108 Startern erreichten 95 Athleten das Ziel. In 9:24:33 Stunden gewann erstmals US-Athlet Dave Scott, der anschließend das Rennen als Seriensieger, später gemeinsam mit seinem Landsmann Mark Allen, eineinhalb Jahrzehnte lang entscheidend prägte.

### 1981 bis 1989 – ein Mythos entsteht
1981
Das durch die Medienaufmerksamkeit weiter gestiegene Teilnehmerinteresse und die Verkehrsprobleme in der Großstadt Honolulu veranlassten Organisatorin Valerie Silk zur Suche nach einem geeigneteren Veranstaltungsort: 1981 verlegte sie die Veranstaltung von Oʻahu in die Lavafelder des weniger dicht bevölkerten Big Island. Gleichzeitig hatte nicht mehr jeder Athlet seine persönliche Supporter-Crew, die sich um Verpflegung u. ä. kümmerte, zu organisieren: Organisatorin Valerie Silk rekrutierte 950 Volunteers, fast dreimal so viele wie Teilnehmer. Die Annahme fremder Hilfe von außen war ab jetzt nicht mehr zulässig.
Joseph Kasbohm lief in 2:59:48 h als erster Teilnehmer in der Geschichte der Veranstaltung den abschließenden Marathon in unter drei Stunden. Der 73-jährige Walt Stack stellte in 26:20 h die längste Finisher-Zeit für alle Zeiten auf – ab dem folgenden Jahr wurde ein Zielschluss in der Ausschreibung festgelegt. Das ABC zeigte erneut einen Fernsehbericht von dem nun bereits auf 326 Starter angewachsenen Event, bei dem bereits tausende Zuschauer den Start- und Zielbereich säumten. Zu den Regularien zählte damals, dass sich die Teilnehmer auf der Rad- und Laufstrecke an vier verschiedenen Verpflegungsstationen wiegen ließen: um Gesundheitsschäden vorzubeugen, sollten Teilnehmer, wenn sie mehr als zehn Prozent von ihrem vor dem Wettkampf registrierten Gewicht verlieren würden, aus dem Rennen genommen werden. Für Verblüffung sorgte, wie viele Athleten nach mehreren Stunden Wettkampf mehr als vorher wogen: Einige Teilnehmer hatten mit Sauna und ähnlichen Tricks dafür gesorgt, beim „weigh-in“ drei Tage vor dem Wettkampf nicht zu viel auf die Waage zu bringen.
Februar 1982
Am 6. Februar 1982 fand die letzte Auflage im Frühjahr statt. Valerie Silk kümmerte sich mittlerweile alleine um die Veranstaltung. Die Fitnesskette wurde aus dem Veranstaltungsnamen genommen, Valerie Silk ließ sich Ironman genauso wie Ironman World Triathlon, unter dem sie „ihren“ Triathlon seither bewarb, als Marke schützen. Silk konnte Budweiser mit seinem neu auf den Markt gebrachten Bud Light für 15.000 US-Dollar als Titelsponsor gewinnen. Erstmals wurde das M-Dot-Symbol, der Schriftzug Ironman in Versalien mit einem Punkt oberhalb des ‘M’ genutzt: ein Logo, das sich Valerie Silk für 75 US-Dollar von einem Grafiker entwerfen ließ, und zum Markenzeichen wurde. Berühmtheit erlangte der TV-Beitrag von ABC vom Februar 1982: Die bei den Frauen in Führung liegende Julie Moss kollabierte wegen Dehydration kurz vor der Ziellinie und Kathleen McCartney gewann. Moss raffte sich schließlich auf und krabbelte auf allen vieren als zweite Frau ins Ziel.
Hatte ABC sich in den beiden Jahren zuvor immer einige Monate Zeit mit der Aufbereitung ihres Film-Materials genommen, wurde der Bericht diesmal bereits zwei Wochen nach dem Rennen gesendet, Moss und McCartney waren sogar Studiogäste von Jim McKay. Diese Sendung von Wide World of Sports wurde zu der mit der höchsten Einschaltquote 1982, die Zuschauerresonanz war so hoch, dass sie sogar mehrfach wiederholt wurde.
Ohne Moss’ dramatisches Finish wäre der Ironman im Frühjahr 1982 sogar möglicherweise der Letzte geworden: die Filmagentur „Freewheelin Films“, über die auch der Kontakt zu Budweiser zustande gekommen war, war selbst mit einem Kamerateam nach Kona gereist – ohne dies mit dem mit Exklusivrechten ausgestatteten ABC-Team zuvor abzustimmen – und drehte zusätzlich zum ABC-Team einen eigenen Bericht mit Bruce Dern als Kommentator. Während Moss über die Ziellinie krabbelte, konfrontierte die ABC Silk mit aus ihrer Sicht durch das andere Filmteam verschuldete Produktionsfehler und drohte mit Schadenersatzforderungen – die Silk damals finanziell überfordert hätten. So aber gab Moss’ Moment weltweiter Berühmtheit Silk den Hebel, einen Dreijahresvertrag mit ABC, der ihr jährlich 100.000 US-Dollar brachte, abzuschließen.
Eine in der ZDF-Sportreportage gezeigte Zusammenfassung des ABC-Berichts machte die Veranstaltung nun auch in Deutschland einem breiten Fernsehpublikum bekannt. Bald wurden die ersten Triathlon-Veranstaltungen in Deutschland organisiert, unter anderem in Essen, Kehl und Immenstadt. Die tageszeitung schrieb später: „Die strauchelnde Julie Moss wurde zum Sinnbild einer Sportart, die mehr als alle anderen Leibesübungen vor ihr den Menschen an seine Grenzen zwingt – und manchmal auch darüber hinaus.“ Die bewegenden Bilder motivierten Mark Allen, später sechsfacher Sieger hier von 1989 bis 1995, zur ersten eigenen Teilnahme im Herbst. Bereits im folgenden Jahr belegte er den dritten Platz.
Oktober 1982
Seit dem 9. Oktober 1982 startet der Ironman Hawaii im Herbst. Gründe für die Verlegung waren zum einen, so den Frühjahrsstürmen aus dem Weg gehen zu können, zum anderen so vielen in nördlichen Breitengraden lebenden Athleten im Sommer witterungsbedingt bessere Vorbereitungsmöglichkeiten im Training zu erlauben. Dabei wurde für die ersten zwanzig Jahre immer der dem Vollmond nächste Samstag im Oktober gewählt, um den Athleten nach Sonnenuntergang um 18:00 Uhr die Orientierung zu erleichtern. Mit dem – eigentlich passionierten Springreiter – Manuel Debus aus Nürnberg und dem mit ihm befreundeten Detlef Kühnel aus Roth wollten auch zwei Deutsche teilnehmen. Schließlich entschied sich Valerie Silk, erstmals auch Teilnehmer von außerhalb der USA starten zu lassen und schickte den beiden Anmeldeformulare.
Es gab (noch) keinen sportlichen Dachverband, der bei der Verwendung des Worts „Weltmeisterschaft“ im Sinne der Fairness unter den Veranstaltern hätte mitreden wollen – also ließ sich Valerie Silk vom United States Patent and Trademark Office den Begriff Ironman Triathlon World Championship als Marke schützen – so hieß der Ironman Hawaii später auch in den Ergebnislisten. Debus kam als 331. nach 12:42:19 h ins Ziel, Kühnel nach 14:48:16 h als 623. Nach 12:57:11 h lief der Schweizer René Friedli ein, am 23. Juli 1983 veranstaltete er mit dem 1. Swiss Triathlon in Zürich den zweiten europäischen Langdistanz-Triathlon nach dem Triathlon International de Nice am 20. November 1982.
1983
Hatte es auch vor Julie Moss’ spektakulärem Finish in den USA bereits über hundert Triathlonveranstaltungen über unterschiedlichste Distanzen gegeben, wuchs deren Anzahl jetzt schlagartig, Bud Light sponserte alleine elf davon in 1983, und dem Sieger winkte jeweils ein Start beim Ironman in Kailua-Kona. Es gab auch Trittbrettfahrer: im kanadischen Penticton wollte Lynn Van Dove am 20. Juni 1983 den Canadian International Ironman Triathlon Championship starten – Valerie Silk bekam Wind hiervon und sorgte dafür, dass van Dove ihre Veranstaltung noch kurzfristig umbenannte. Der Kontakt der beiden Frauen blieb bestehen, und vier Jahre später wurde van Dove Lizenzpartnerin von Valerie Silk. Viele Neuerungen gab es 1983 beim Ironman Hawaii: Valerie Silk führte die Ironman Lotterie entsprechend dem Gedanken von John Collins, jedermann eine Chance zur Teilnahme am Ironman Hawaii zu geben, ein. 320 Startplätze wurden 1983 auf diesem Weg vergeben, allerdings zunächst ausschließlich für Teilnehmer aus den USA. Der weitaus überwiegende Teil der Athleten musste sich aber ab 1983 sportlich qualifizieren. Für den Nachweis gab es verschiedene Möglichkeiten: sich anmelden durfte, wer unter den ersten 50 % der beiden Veranstaltungen 1982 gewesen war, Topplatzierungen bei speziellen Qualifikationsrennen in den USA oder entsprechende individuelle Leistungen bei Schwimm-, Radsport- oder Marathonrennen nachweisen konnte. Valerie Silk begründete diesen Schritt in der Erstausgabe der kalifornischen Zeitschrift Triathlon aus dem Frühjahr 1983 damit, dass sie 5000 Anmeldungen für den Event bekäme, aber nur 1000 Teilnehmer zulassen könne. Bei der letzten Austragung am 9. Oktober 1982 hatte es bereits 775 Finisher, darunter 50 Frauen, gegeben.
Auf den Plakaten nannte sich die Veranstaltung jetzt erstmals Ironman Triathlon World Championship. 1983 wurden auch erstmals Cut-Off-Zeiten eingeführt: wer das Schwimmen nach 2 h oder das Radfahren später als 10½ h nach dem Startschuss nicht beendet hatte, durfte das Rennen nicht fortsetzen, der Zielschluss wurde auf 17 h verkürzt. Dave Scott konnte in einem harten Kampf gegen Vorjahressieger Scott Tinley mit 32 Sekunden Vorsprung seinen Sieg von 1980 wiederholen. 710 Männer und 115 Frauen kamen ins Ziel.
Rund eintausend Startwilligen hatte Valerie Silk letztlich Absagen schicken müssen, und auf der Radstrecke wurde die erste Teilnehmerin wegen Drafting disqualifiziert. Aber auch dunkle Seiten traten zu Tage: einhundert Athleten kämpften mit platten Reifen – Unbekannte hatten Reißnägel gestreut. Geschäftsleute aus Kona setzten eine Belohnung für Hinweise auf die Täter aus. Valerie Silk verkaufte für 145.000 US-Dollar einen 49%igen Anteil an ihrer Firma „Hawaiian Triathlon Corporation“ an den Rechtsanwalt Don Carlsmith aus Honolulu als stillen Teilhaber, um ihrem Ex-Mann seinen Anteil an der Firma auszahlen zu können.
1984

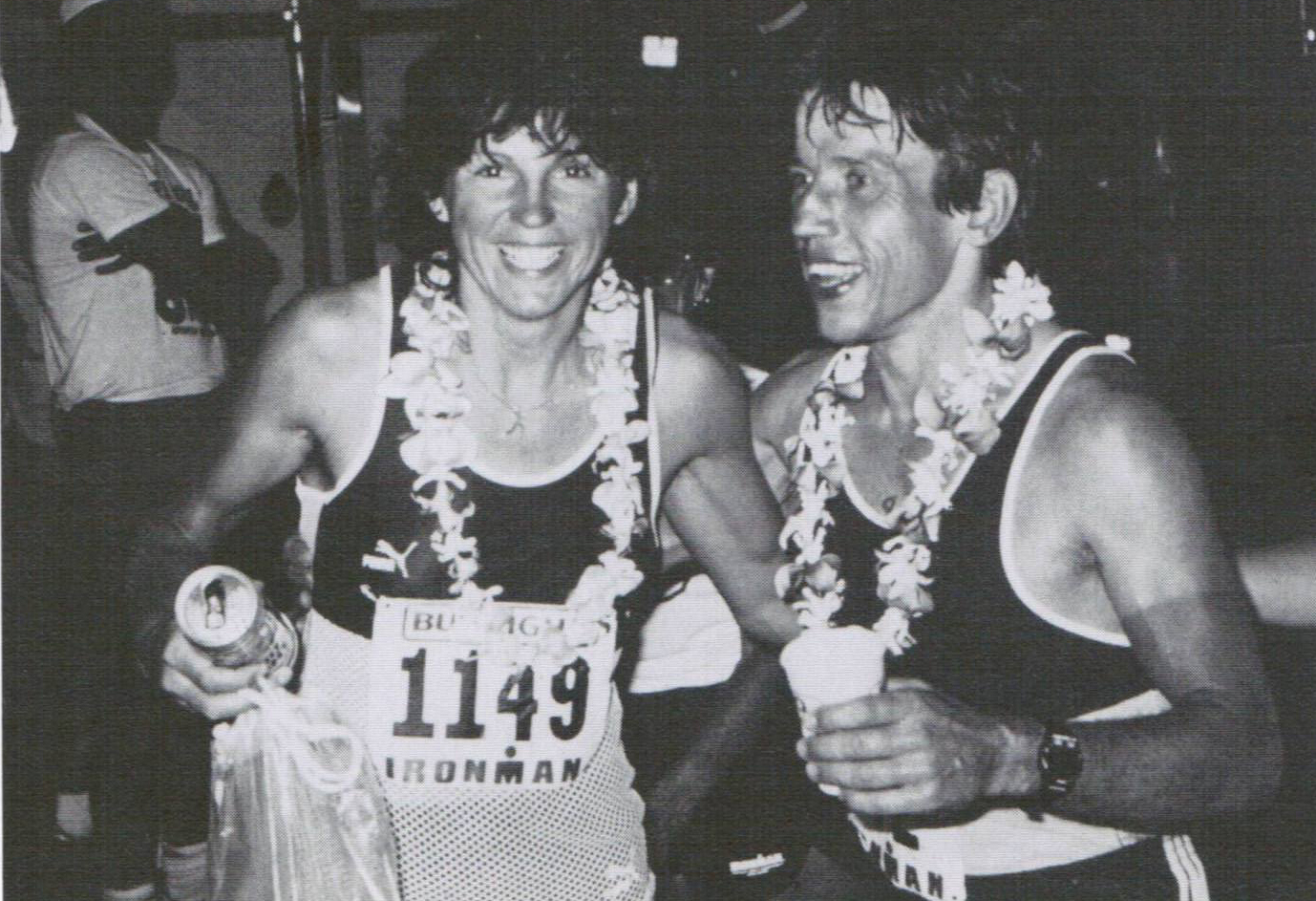
Hanni Zehendner und Joachim Fischer im Ziel des Ironman Hawaii 1984

1984 kam der Kontakt zu Timex zustande, die aber nicht nur als Sponsor agieren wollten, sondern sich auch das Recht sicherten, ab 1986 das Ironman-Logo auf ihren Uhren zu nutzen. Später hatte Timex sechzig verschiedene Varianten von Uhren in seinem Sortiment, sogar der US-Präsident trug eine solche Uhr, von der zwischen 500.000 und einer Million Exemplare jährlich verkauft wurden und die heute im National Museum of American History ausgestellt ist. Der Tscheche Vaclav Vitovec war – ausgerechnet in dem Jahr, in dem die Staaten des Warschauer Pakts geschlossen die Olympischen Spiele in Los Angeles boykottierten – erster Teilnehmer aus dem Ostblock. Dave Scott gewann bei seiner fünften Teilnahme zum vierten Mal – mit fast 25 Minuten Vorsprung vor dem zweitplatzierten Scott Tinley – und erklärte, dass dies sein letzter Ironman gewesen sei. Karlheinz Morath, ein Skilangläufer aus dem Schwarzwald, und der vierundzwanzigjährige Immenstädter Hannes Blaschke wurden auf Platz dreizehn und vierzehn beste Deutsche. In 13:19:20 h finishte mit Hanni Zehendner – damals amtierende Deutsche Meisterin – erstmals eine deutsche Frau beim Ironman Hawaii. Ebenfalls unter den Finishern der Heigenbrücker Zahnarzt Joachim Fischer, der im Jahr darauf Gründungspräsident der Deutschen Triathlon Union wurde. Ab 1984 fungierte Valerie Silk als Vorstandsvorsitzende ihrer Firma Hawaiian Triathlon Corporation und ernannte die in Kona lebende Kay Rhead zur Race-Direktorin.
1985
Wegen des gestiegenen Interesses außerhalb der USA begann Valerie Silk, Ausschau nach möglichen Qualifikationsrennen zu halten. Am 24. März 1985 wurde in Mission Bay, einem Vorort von Auckland der „Double Brown Ironman New Zealand“ – zunächst noch über die Distanzen 2 Meilen (3,2 km) Schwimmen, 100 Meilen (161 km) Radfahren und 20 Meilen (32,2 km) Laufen – als erstes Rennen außerhalb der USA unter Lizenz von Valerie Silk ausgetragen, als zweiter Qualifier außerhalb der USA startete am 30. Juni desselben Jahres der Japan Long Distance Triathlon am Lake Biwa.
1985 war als letzter Ironman Hawaii ohne Preisgelder für die Erstplatzierten ein weiterer Wendepunkt in seiner Geschichte. Valerie Silk vertrat unerbittlich die Ansicht, dass sämtliche zusätzlichen Mittel ausnahmslos in die Verbesserung der Qualität des Wettkampfes gesteckt würden. Dave Scott hatte bereits nach seinem Sieg 1984 gesagt, dass dies dazu führen könne, dass der Ironman Hawaii seine Topathleten verlieren würde, und boykottierte zusammen mit den damaligen Stars Mark Allen, Scott Molina, Scott Tinley, Rob Barel und anderen 1985 den Ironman Hawaii. Der 1982 von Mark McCormack initiierte Triathlon International de Nice lockte 1985 nicht nur mit 75.000 US-Dollar Preisgeld die Triathlon-Prominenz, sein Termin lag dazu nur drei Wochen vor Hawaii. Einzig Scott Tinley entschied sich doch noch kurzfristig zu einem Doppelstart und konnte in Abwesenheit namhafter Konkurrenz unangefochten seinen Sieg von 1982 wiederholen. Carl Kupferschmid aus Arosa und der Allgäuer Hannes Blaschke, der zwei Jahre später eine Reiseagentur im Umfeld des Ironman Hawaii gründete, nutzten die Abwesenheit der Stars und wurden Dritter bzw. Vierter. Klaus Barth, als Brustschwimmer Mitglied des deutschen Olympiateams 1968 gewesen und mittlerweile nach Long Beach gezogen, wurde Achter.
Bei den Frauen gelangte 1985 erstmals Paula Newby-Fraser aus Simbabwe auf das Siegerpodest. Sie wurde Dritte in 10:31:04 h – und in den folgenden eineinhalb Jahrzehnten zur alles dominierenden Figur bei den Frauen: Bis 1996 nahm sie zwölfmal hintereinander teil und siegte achtmal.
1986
Marvel Comics versuchte seit 1983, seine Rechte mit Bezug auf ihre seit 1963 publizierte Comic-Figur „Iron Man“ geltend zu machen. Nachdem Valerie Silk sich aber bereits die Markenrechte für die Wort-Bild-Marke „Ironman“ hatte eintragen lassen, einigte man sich nach einiger Zeit, dass Silk den Begriff „Ironman“ zukünftig nur noch gemeinsam mit „Triathlon“ verwenden würde. Im August 1986 wurde in Penticton der 1983 initiierte Canadian Ultra Distance Triathlon als Ironman Canada dritter Lizenzpartner außerhalb der USA.
1986 wurde erstmals Preisgeld beim Ironman Hawaii ausgeschüttet, von einem anonymen Spender gestiftete 100.000 US-Dollar waren zu vergeben. Dave Scott widerrief seinen zwei Jahre zuvor angekündigten Rücktritt und verbesserte die im Vorjahr in seiner Abwesenheit von Tinley aufgestellte Bestzeit auf damals fulminante 8:28:37 h. Hinter Mark Allen und Scott Tinley wurde Klaus Barth auf Platz vier bester Deutscher. Die Kanadierin Patricia Puntous, 1983 und 1984 bereits Zweite gewesen, lief zwar als erste Frau über die Ziellinie, wurde aber wegen Drafting disqualifiziert. Siegerin wurde damit vor deren Zwillingsschwester Sylviane Puntous die erst 24-jährige Paula Newby-Fraser, die in der neuen Rekordzeit 9:49:14 h als erste Frau unter der Grenze von zehn Stunden blieb.
1987
Am 20. Juni 1987 stand Valerie Silk unter 50.000 Zuschauern bei den Europameisterschaften in Mittelfranken, die Zeitungen schrieben anschließend von „Standing Ovations“, die sie Organisator Detlef Kühnel – 1982 und 1983 selbst auf Hawaii am Start gewesen – gespendet habe. Ab dem Jahr 1988 wurde Kühnel mit dem Ironman Europe vierter Lizenzpartner von Valerie Silk außerhalb der USA. Das Preisgeld beim Ironman Hawaii wurde 1987 auf 150.000 US-Dollar angehoben, das Startplatzkontingent von bisher 1000 auf 1500, das Startgeld, das die letzten fünf Jahre 100 US-Dollar betrug, wurde um 50 % angehoben. Wolfgang Dittrich aus Neuss kam als erster Athlet aus dem Wasser. Mark Allen übernahm später die Führung, 16 Kilometer vor dem Ziel betrug sein Vorsprung auf Dave Scott 4½ min, dann brach er ein und Dave Scott gelang sein sechster und letzter Sieg auf Hawaii. Auf Platz 748 lief in 12:38:59 h Martin Engelhardt ein, der gerade von Joachim Fischer die Führung der DTU übernommen hatte.
1988
Kay Rhead, Race-Directorin seit 1984, starb im Januar 1988, Debbie Baker wurde von Valerie Silk zu deren Nachfolgerin ernannt. Aus dem 1985 initiierten Tooheys Great Lakes International Triathlon in Forster wurde als Ironman Australia das fünfte Qualifikationsrennen außerhalb der USA. In den USA bestand damals noch die Möglichkeit, seine Qualifikationszeiten neben den Teilnahmen an anderen Ironman Rennen auch über Zeiten aus individuellen Schwimm-, Radsport- oder Marathonrennen nachzuweisen. Ein erster Versuch Valerie Silks, einen Käufer für den Ironman Hawaii zu finden, endete vor Gericht.
Dave Scott sagte in der Nacht vor dem Wettkampf seine Teilnahme wegen Knieproblemen ab, Mark Allen wurde mit technischen Problemen auf der Radstrecke zurückgeworfen. Ausgerechnet Scott Molina, der in Nizza mit einem positiven Test auf Steroide für einen Aufruhr gesorgt hatte, konnte seinen ersten und einzigen Sieg auf Hawaii feiern. „German Rambo“ Dirk Aschmoneit war bester Deutscher auf Platz sieben. Paula Newby-Fraser unterbot ihren eigenen Streckenrekord auf der Radstrecke gleich um 25 Minuten und machte mit einer Gesamtzeit von 9:01:01 h deutlich, dass auch die Neun-Stunden-Marke – die erst bei der achten Auflage von einem Mann unterboten worden war – auch für Frauen zu knacken sein dürfte.
1989
Das Rennen 1989 führte Wolfgang Dittrich diesmal sogar bis zum Marathon an. Es kam zum legendären „Iron-War“, einem achtstündigen Kopf-an-Kopf-Rennen zwischen Dave Scott und Mark Allen. Scott hatte in den letzten neun Jahren sechsmal gewonnen, doch Mark Allen gelang es in seinem sechsten Anlauf erstmals, Dave Scott auf Platz zwei zu verweisen: Obwohl diesem in 8:10:13 h eine unglaubliche persönliche Bestleistung gelang, siegte Allen mit 58 Sekunden Vorsprung, die er am Ende an einem leichten Anstieg herausarbeiten konnte, in der neuen Rekordzeit von 8:09:15 h. Sowohl die Laufzeit von Mark Allen (2:40:04 h) wie auch die von Dave Scott (2:41:03 h) stellten für die folgenden 27 Jahre die schnellsten Laufzeiten beim Ironman Hawaii dar (erst 2016 unterbot Patrick Lange mit 2:39:45 h Allens Zeit um 19 Sekunden). Jürgen Zäck wurde bei seinem ersten Start auf Hawaii Siebter, Wolfgang Dittrich Zehnter, Dirk Aschmoneit Neunzehnter.

### 1990 bis 1997 – Internationalisierung
1990
1990 verkaufte Valerie Silk ihre Firma Hawaii Triathlon Corporation inklusive der Rechte an den Marken Ironman und Ironman Triathlon World Championship für 3 Millionen US-Dollar an James Pitzer Gills. Bis zu diesem Zeitpunkt hatte Silk alleine in den USA ein Netzwerk aus einundzwanzig Qualifikations-Wettkämpfen aufgebaut, dazu gab es die fünf Lizenzpartner außerhalb der USA, die Lotterie sowie Partner wie z. B. Timex, die für die Nutzung des Logos zahlten. Aus 950 Volunteers 1981 waren es mittlerweile 3500 geworden. Gills benannte die Firma in World Triathlon Corporation (WTC) um und baute unterstützt durch Lew Friedland in den kommenden Jahren das Geschäft rund um die Marke aus. Alljährlich kamen neue Qualifier rund um den Globus hinzu, das Ironman-Logo prangte von Kleidungsstücken, Sonnenbrillen, Waagen u. v. m.
Mark Allen gelang in Abwesenheit des verletzten Dave Scott sein zweiter Sieg in Kailua-Kona, Erin Baker wurde zum zweiten Mal schnellste Frau. Jürgen Zäck wurde auf Platz acht erneut schnellster Deutscher. Dirk Aschmoneit wurde Dreizehnter, Wolfgang Dittrich – erneut schnellster Schwimmer – Achtzehnter. Seit 1990 verläuft die Laufstrecke nicht mehr über den Flughafen, sondern über den Wendepunkt am Natural Energy Lab.
1991
Mark Allen konnte seinen dritten Sieg in Folge feiern, Paula Newby-Fraser triumphierte diesmal über Erin Baker und gewann bereits zum vierten Mal. Wolfgang Dittrich kam erneut als erster aus dem Wasser und konnte seinen Vorsprung wieder bis auf die Laufstrecke verteidigen, diesmal wurde er auf Platz fünf bester Deutscher. Nach zehn Jahren Zusammenarbeit mit ABC wurde NBC neuer Medienpartner, die Coverage des Ironman Hawaii auf 90 Minuten verdoppelt. Gatorade löste Bud-Light als Titelsponsor ab.
1992
Paula Newby-Fraser unterbot als erste Frau nun auch die Neun-Stunden-Grenze beim Ironman Hawaii und stellte mit 8:55:28 h eine Rekordzeit für Frauen auf, die bis 2009 nicht mehr unterboten werden konnte. Wolfgang Dittrich kam erneut als erster aus dem Wasser, wurde jedoch noch auf dem Rad von Jürgen Zäck – der einen neuen Streckenrekord auf der Radstrecke aufstellte – überholt, und wechselte diesmal als Zweiter auf die Laufstrecke. Letztlich belegten Dittrich und Zäck Platz vier und fünf. Mark Allen gewann nach einem Duell mit dem Chilenen Christian Bustos auf der Laufstrecke in neuem Streckenrekord mit 8:09:08 h. Sharron Ackles wurde neue Race-Direktorin.
1992 wurde David Yates CEO der WTC, Auseinandersetzungen zwischen der kommerziellen WTC und dem 1989 als Non-Profit-Organisation gegründeten Dachverband International Triathlon Union (ITU) begannen. Staatliche Fördermittel für Leistungssportförderung werden in den meisten Staaten primär für olympische Sportarten gezahlt, Triathlon war zu diesem Zeitpunkt nur ein Kandidat für die Aufnahme in das olympische Wettkampfprogramm, und die ITU befürchtete, dadurch, dass die WTC für den Ironman Hawaii ohne Absprache mit den Verbänden den Begriff Ironman Triathlon World Championship nutzen, ihre Chancen zu verschlechtern, weil beim IOC der Eindruck mangelnder Organisation innerhalb der jungen Sportart entstehe. ITU-Präsident Les McDonald schlug vor, einen Vertrag aufzusetzen, wonach der Ironman Hawaii für die nächsten zehn Jahre auch offiziell als Weltmeisterschaft gelten solle, um danach allen Veranstaltern zu ermöglichen, sich um die Ausrichtung von Weltmeisterschaften innerhalb ihrer Triathlonwettkämpfe zu bewerben – Yates lehnte jegliche Mitbestimmung ab: „Wir waren zuerst da.“ Am 4. Juni 1992 startete zunächst in Playa Blanca, ab dem Folgejahr in Puerto del Carmen mit dem Ironman Lanzarote der zweite Qualifier in Europa.
1993
Zum fünften Mal in Folge bot sich dasselbe Bild: Wolfgang Dittrich wechselte als erster Athlet von der Schwimm- auf die Radstrecke, Mark Allen überholte im weiteren Rennverlauf und überquerte als Sieger die Ziellinie. Neu in 1993 war, dass Wolfgang Dittrich außer Allen nur noch den Finnen Pauli Kiuru vorbeiziehen ließ und so in 8:20:13 h Dritter wurde. Erstmals kam ein Deutscher auf das Siegerpodest. Jürgen Zäck unterbot in 4:27:42 h seinen eigenen Rekord auf der Radstrecke und wurde am Ende Fünfter. Mit Holger Lorenz auf Platz acht und Olaf Sabatschus auf Platz zehn kamen zwei weitere deutsche Männer in die Top Ten, Lothar Leder wurde Vierzehnter. Paula Newby-Frazer siegte zum sechsten Mal und stellte dabei in 4:48:30 h den 17 Jahre gültigen Streckenrekord bei den Frauen auf der Radstrecke auf. Schnellste deutsche Frau wurde – bei ihrem ersten Start auf Hawaii – Ute Mückel auf Platz zwölf.
1994
In Abwesenheit von Wolfgang Dittrich und Mark Allen konnte sich Jürgen Zäck wenige Sekunden hinter Ken Glah auf die Laufstrecke wechselnd zunächst in Führung setzen, musste sich aber letztlich dem Australier Greg Welch, der in 8:20:27 h als erster Nicht-US-Amerikaner gewann, sowie Dave Scott, dem auf Platz zwei im Alter von 40 Jahren in 8:24:32 h eine Bestzeit der Seniorenklasse M40 gelang, und Jeff Devlin beugen. Hinter Zäck auf Platz vier leiteten die erst 23 Jahre alten Olaf Sabatschus und Lothar Leder auf den Plätzen fünf und sechs weitere deutsche Topergebnisse ein. Vier weitere Deutsche folgten auf den Plätzen zwölf bis sechzehn. Schnellste deutsche Frau wurde erneut Ute Mückel auf Platz sechs. Sabine Westhoff wurde Achte und Ines Estedt Neunte. Mit Jon Franks nahm erstmals ein Rollstuhlfahrer teil. Unter den Zuschauern befand sich auch Kurt Denk, ein Reiseveranstalter aus Hessen, der ab dem Folgejahr die Organisation von Reisen deutschsprachiger Athleten zum Ironman Hawaii in sein Angebot aufnahm und 2002 den Ironman Germany in Frankfurt ins Leben rief.
1995
Der Frauenwettkampf des Ironman Hawaii 1995 endete in einem spannenden und für Paula Newby-Fraser tragischen Finale: Lange in Führung liegend kollabierte sie nur 400 Meter vor dem Ziel und verpasste, sich über 20 Minuten nach der Siegerin ins Ziel schleppend, als Vierte zum bis dahin einzigen Mal das Siegerpodest. Schnellste deutsche Frau wurde auch diesmal wieder Ute Mückel auf Platz sieben, Katja Mayer wurde Vierzehnte. Nach 46:44 min verließ Lars Jorgensen (USA) als erster den Pazifik und stellte damit die bis 2017 gültige Schwimmbestzeit auf. Auf der Radstrecke stürmte der vierundzwanzigjährige Thomas Hellriegel bei seinem ersten Start auf Hawaii mit einem neuen Radrekord an den Favoriten vorbei. Fünf Kilometer vor dem Ziel musste er aber Mark Allen vorbeiziehen lassen. Allen hatte beim Wechsel auf die Laufstrecke dreizehn Minuten Rückstand, konnte aber schließlich doch seinen sechsten und letzten Titel feiern. Rainer Müller-Hörner, ebenfalls zum ersten Mal am Start, wurde Dritter. Jürgen Zäck und Lothar Leder belegten Platz sieben und acht. Insgesamt waren neun deutsche Männer unter den ersten einundzwanzig im Ziel. Gatorade war letztmals Titelsponsor des Ironman Hawaii. Der Konflikt mit der ITU eskalierte, die ITU drohte Athleten, die beim Ironman Hawaii mit seinen „selbsternannten Weltmeisterschaften“ starten, für alle ITU-Rennen zu sperren und forderte den amerikanischen Verband USA Triathlon (USAT) auf, dem Ironman Hawaii die Genehmigung zu verweigern.
1996
Erneut machte Thomas Hellriegel – Topfavorit nach dem Rücktritt Mark Allens – Druck auf dem Rad und unterbot in 4:24:50 h seinen Radrekord aus dem Vorjahr – eine Bestzeit, die anschließend neun Jahre Bestand hatte. Der Belgier Luc Van Lierde, als amtierender Vize-Weltmeister sowohl auf der Kurz- wie auch der Langdistanz mit einer Wildcard erstmals überhaupt bei einem Ironman am Start, hielt zwar das Tempo mit, musste in der Wechselzone aber eine dreiminütige Zeitstrafe absitzen. Hellriegel vergrößerte seinen Vorsprung zwischenzeitlich sogar auf 4:40 Minuten, doch van Lierde kam wieder heran und überholte Hellriegel letztlich an der gleichen Stelle wie Mark Allen im Vorjahr. Van Lierde siegte mit 110 Sekunden Vorsprung vor Hellriegel als erster Europäer beim Ironman Hawaii. Damit gewann in Kailua-Kona erstmals ein „Rookie“, der noch nie auf Hawaii am Start war. Van Lierde steigerte den Streckenrekord für die nächsten 15 Jahre auf nun 8:04:08 h. Alexander Taubert wurde Sechster. Bei den Frauen siegte Paula Newby-Fraser zum achten und letzten Mal in 9:06:49 h. Vor ihr war allerdings – während sie eine dreiminütige Zeitstrafe abbüßte – zunächst mit Natascha Badmann aus der Schweiz ihre spätere Nachfolgerin führend auf die Laufstrecke gewechselt. Ute Mückel wurde fünfte Frau und erzielte damit die bis dahin beste Platzierung einer deutschen Frau auf Hawaii. Die Schweizerin Bettina Ernst – 1984 Olympiateilnehmerin im Kunstturnen gewesen – wurde Achtzehnte. Katja Mayer, Katja Schumacher und Heike Funk erlangten die Plätze neunzehn, einundzwanzig und zweiundzwanzig. In Zürich wurden beim mittlerweile dritten europäischen Qualifier erstmals 40 Hawaii-Startplätze vergeben – allerdings 1996 noch unter dem Namen „Euroman“.
1997
Das Jahr der deutschen Athleten: Thomas Hellriegel (8:33:01 h), Jürgen Zäck (8:39:18 h) und Lothar Leder (8:40:30 h) belegten in Abwesenheit von Luc van Lierde das Siegerpodest der Männer. Dies war das erste Mal, dass drei Athletinnen oder Athleten eines einzelnen fremden Landes alle Podestplätze belegten. Mit Holger Lorenz und Alex Taubert auf Platz acht und neun kam die Hälfte der Top Ten aus Deutschland, innerhalb von wenig mehr als einer halben Stunde nach dem Sieger folgten auf Platz 15 bis 23 sieben weitere deutsche Männer.
Die Kanadierin Heather Fuhr war letztlich am besten mit der Hitze zurechtgekommen und gewann mit einer Marathonzeit, die 15 Minuten schneller als die der anderen Top-5-Frauen war. Dramatisch war der Kampf um Platz 4, bei dem Sian Welch und Wendy Ingraham völlig dehydriert und entkräftet nur noch auf allen vieren krabbelnd die Ziellinie erreichen konnten. Aus deutschsprachiger Sicht verlief das Rennen bei den Frauen weniger erfolgreich: Ute Mückel kam zwar nach 49:57 min als erste Frau mit neuem Streckenrekord auf der Schwimmstrecke aus dem Wasser, musste aber auf der Laufstrecke erstmals einen Ironman abbrechen. Auch Natascha Badmann und Paula Newby-Fraser zollten den klimatischen Bedingungen, die mit extrem hohen Temperaturen bei wolkenlosem Himmel und starkem Wind für die langsamsten Finisherzeiten des Jahrzehnts sorgten, Tribut und brachen ihre Rennen auf der Rad- bzw. Laufstrecke ab. Schnellste deutsche Frau wurde Katja Mayer auf Platz 19, auch Katja Schumacher kam diesmal nicht ins Ziel.
Am 15. Mai 1998 einigten sich WTC, USAT und ITU in einem Vergleich: die WTC sei berechtigt, ihr eingetragenes Warenzeichen Ironman Triathlon World Championship zu verwenden, ohne dass die WTC den Anspruch erhebe, dies im Sinne einer von einem sportlichen Dachverband regulierten Weltmeisterschaft zu betrachten. Im Gegenzug verpflichtete sich die ITU, Drafting ausschließlich bei Elite- und Juniorenrennen zu erlauben, nicht aber bei Wettkämpfen mit Wertungen in den Altersklassen. Lew Friedland löste David Yates als CEO der WTC ab.

### 1998 bis 2013
1998
1998 sah es zunächst nach einer Wiederholung des deutschen Vorjahreserfolges aus: Jürgen Zäck wechselte in einem von extremen Stürmen begleiteten Rennen – trotz einer Reifenpanne bei Kilometer 90 – als erster kurz vor Vorjahressieger Thomas Hellriegel auf die Laufstrecke. Mit Magenkrämpfen wurden die letzten zwölf Kilometer aber zur Wanderung für Zäck, der schließlich Blut spuckend als 246. ins Ziel kam. Peter Reid aus Kanada siegte vor Luc van Lierde, Lothar Leder konnte mit dem schnellsten Marathon des Rennens seinen dritten Platz vor dem Schweizer Christoph Mauch wiederholen. Thomas Hellriegel und Rainer Müller-Hörner wurden Achter und Neunter. Nach 46:41 min verließ Lars Jorgensen (USA) zwar als erster den Pazifik, da er das Rennen allerdings vorzeitig beendete (DNF) wurde diese Zeit nicht als Verbesserung seines Schwimmstreckenrekords anerkannt. Natascha Badmann gelang ihr erster von insgesamt sechs Siegen beim Ironman Hawaii (2000 bis 2002, 2004 und 2005). Nach fünf anschließend weniger erfolgreichen Teilnahmen, teils mit Stürzen und Rennabbrüchen, gelang ihr 2012 – mit nun 45 Jahren – in 9:26:25 h noch einmal ein hervorragender sechster Platz sowie eine Bestzeit der Seniorenklasse W45. Titelverteidigerin Heather Fuhr unterbot in 3:04:02 h den seit 1990 bestehenden Streckenrekord auf der Laufstrecke. Katja Schumacher war auf Platz zwölf schnellste deutsche Frau. Beim zwanzigjährigen Jubiläum war auch der Initiator der Premiere, John Collins, in 16:30:02 h wieder unter den Finishern, insgesamt gehörten sechs der fünfzehn Starter der Premierenveranstaltung zu den Teilnehmern, sieben weitere der Athleten von 1978 waren vor Ort.
1999
Am 5. August 1999 startete mit dem Ironman USA in Lake Placid das erste Rennen über die Ironman-Distanz mit diesem Markennamen unter Lizenz der WTC auf dem Festland der USA. Unverändert gab es in den USA aber die Möglichkeit, sich über Qualifier unter anderen Namen und – bis auf den „Vineman Triathlon“ – über kürzere Distanzen wie z. B. Saint Antony’s Triathlon, Wildflower Triathlon, Gulf Coast Triathlon, Blackwater EagleMan, u. a. sowie einer Mitteldistanz im Mai in Kailua-Kona zu qualifizieren. In Klagenfurt startete der vierte europäische Qualifier. In der seit 1983 bestehenden Lotterie gibt es neben 150 Startplätzen für Teilnehmer aus den USA erstmals auch 50 Plätze für Teilnehmer außerhalb der USA.
1999 wurde Lothar Leder auf der Radstrecke in Führung liegend Opfer einer umstrittenen Disqualifikation: ihm wurde vorgeworfen, den Windschatten eines Pressefahrzeugs genutzt zu haben. Luc van Lierde wiederholte seinen Sieg von 1996. Die Schweizer Christoph Mauch und Olivier Bernhard erreichten Platz vier und fünf. Bester Deutscher auf Platz sechs war in Abwesenheit von Jürgen Zäck, der wegen eines Bandscheibenvorfalls ausfiel, der Sieger von 1997, Thomas Hellriegel. Sechs deutsche Männer waren in den Top 20 vertreten. Schnellste deutsche Frau war erneut Katja Schumacher als Fünfzehnte. Jodi Jackson (USA) stellte in 48:43 min den bis heute gültigen Streckenrekord auf der Schwimmstrecke auf.
2000
Peter Reid konnte seinen Sieg von 1998 wiederholen. 2000 erregte Luc van Lierde, Sieger 1996 und 1999 und Zweiter 1998, mit seiner Absage erst zwei Tage vor dem Wettkampf Aufsehen. Mögliche Zusammenhänge mit zuvor von der WTC angekündigten verschärften Doping-Kontrollen ließen die Gerüchteküche brodeln. Bei seinen folgenden Starts 2001 und 2003 auf Hawaii brach van Lierde jeweils das Rennen ab, erst 2007 trat er erneut an und wurde Siebter. Große Aufmerksamkeit erlangte auch der Start des Radprofis Udo Bölts, dem ein Pulverisieren des Streckenrekords auf der Radstrecke zugetraut wurde. Bölts dosierte seine Kräfte allerdings mit Bedacht und finishte schließlich in 10:02:41 h als 168. Mit Normann Stadler, Lothar Leder und Thomas Hellriegel kamen drei Deutsche auf die Plätze drei, vier und fünf. Nicole Leder wurde einen Platz vor Ute Mückel Vierzehnte. Erstmals zeigte die WTC den Ironman Hawaii als Live-Stream auf seiner Webseite.
2001
Trotz einer dreiminütigen Zeitstrafe holte mit dem Vorjahreszweiten Tim DeBoom zum ersten Mal seit Mark Allens letztem Erfolg 1995 ein US-Amerikaner den Sieg, Thomas Hellriegel kam auf Platz drei zum vierten Mal auf das Siegerpodest. Mit Normann Stadler, der von Kilometer 80 bis 160 in Führung lag, auf Platz vier, Lothar Leder als Fünftem und Andreas Niedrig als Siebtem waren vier Deutsche in den Top Ten, der Schweizer Christoph Mauch wurde Zehnter. Ebenfalls Dritte wurde die Braunschweigerin Nina Kraft, die auf dem Rad sogar 120 km lang führte und erste deutsche Frau in der Geschichte des Ironman Hawaii auf dem Siegerpodest wurde. Dave Scott startete noch einmal beim Ironman Hawaii, stieg aber auf der Radstrecke aus. Auch Peter Reid, Jürgen Zäck, Stefan Riesen, Katja Schumacher und Luc van Lierde brachen das Rennen ab. Der Wechsel vom Rad zum Laufen wurde auf den alten Flughafen verlegt, auch die Rad- und Laufstrecke wurden geändert und verfügen seither jeweils über eine zusätzliche Schleife durch Kona, damit die Zuschauer vor Ort die Athleten häufiger sehen können.
2002
2002 gelang Tim DeBoom bei untypischem Hawaii-Wetter mit Regen morgens beim Radstart als erst drittem Mann eine Titelverteidigung. Bis zur Hälfte der Laufstrecke hatte noch Thomas Hellriegel in Führung gelegen, er wurde letztlich Vierter. Mit Alex Taubert als Fünftem, Markus Forster als Siebtem und Olaf Sabatschus als Zehntem waren erneut vier Deutsche in den Top Ten. Hinter Natascha Badmann, die bereits ihren vierten Titel feierte, wurde Nina Kraft diesmal Zweite. Die Österreicherin Kate Allen wurde siebte Frau, die Schweizerinnen Karin Thürig und Sibylle Matter Achte bzw. Neunte. Das Gesamtpreisgeld war von 325.000 US-Dollar auf 429.000 US-Dollar angehoben worden, DeBoom und Badmann erhielten jeweils 100.000 US-Dollar. Diana Bertsch löste Sharron Ackles als Race-Direktorin ab.
2003
2003 feierten Peter Reid und Lori Bowden als erstes Ehepaar einen Doppelsieg beim Ironman Hawaii. Erstmals gingen die Titel bei den Männern und bei den Frauen an Teilnehmer aus dem gleichen Land, aber einem anderen als den USA. Reid war damit der erste Mann nach Dave Scott und Mark Allen, der dreimal auf Hawaii siegte. Bowden sicherte sich ihren Titel erst mit einem furiosen Marathonlauf vor Natascha Badmann und Nina Kraft, die in einem Kopf-an-Kopf-Rennen mit acht Sekunden Abstand auf Platz zwei und drei einliefen. Auf der Radstrecke war die in Führung liegende Nina Kraft zuvor durch eine umstrittene dreiminütige Zeitstrafe wegen Drafting zurückgeworfen worden. Nach acht Kilometern setzte sich Kraft erneut an die Spitze, wurde nach 15 km dann aber von Bowden überholt. Karin Thürig wurde Sechste. Lange Zeit schien sogar ein deutscher Doppelsieg möglich: Normann Stadler lag bis Kilometer 20 auf der Laufstrecke in Führung und verfehlte schließlich das Siegerpodest nur um 45 Sekunden. Platz sechs und sieben belegten Jürgen Zäck und Faris Al-Sultan. Thomas Hellriegel kam als Elfter erstmals nicht in die Top Ten und damit die Preisgeldränge. Insgesamt waren neun deutsche Männer unter den ersten zweiundzwanzig im Ziel, Jan Sibbersen war mit neuem Streckenrekord „First out of Water“. Chris McCormack, als Kurzdistanz-Weltmeister von 1997 und anschließend 26 Monate lang Führender in der Weltrangliste im Vorjahr auf die Ironman-Distanz gewechselt, brach diesmal nicht ab und kam auf Platz 114 ins Ziel. Die zweite Wechselzone wurde zum Kinkamehameha Beach Hotel verlegt. Für die Profi-Triathleten führte die WTC 2003 eine neue Windschatten-Regel, die „Stagger-Rule“, ein – sie gestattete ihnen unmittelbar hintereinander, allerdings mit zwei Metern seitlichem Abstand zu fahren.
2004
2004 wechselte Normann Stadler nach einer grandiosen Flucht nach vorn auf dem Radkurs mit 20 min Vorsprung auf die Laufstrecke und feierte als zweiter Deutscher den Sieg auf Hawaii. Hinter Stadler lagen Faris Al-Sultan und Alexander Taubert lange auf Platz zwei und drei, mussten dann aber noch den Vorjahressieger und späteren Zweiten Peter Reid passieren lassen. Die zweitschnellste Radzeit lieferte Ex-Radprofi Kai Hundertmarck, der als schnellster Amateur auf dem 16. Gesamtplatz ins Ziel lief. Als erste Frau lief Nina Kraft – trotz einer vierminütigen Zeitstrafe wegen Draftings – mit über 26 Minuten Vorsprung vor Natascha Badmann ins Ziel, drei Wochen später gab sie allerdings Doping mit Epo zu, neben Rückgabe des Preisgeldes hatte sie eine zweijährige Sperre zu verbüßen. Beste deutsche Frauen wurden schließlich die Urbacherin Tina Walter und die Darmstädterin Nicole Leder auf Platz neun und zehn. Chris McCormack stieg erneut auf der Laufstrecke aus, insgesamt brachen in diesem Jahr mehr als ein Viertel der Profis, darunter auch Thomas Hellriegel, das Rennen ab, 154 Starter kamen nicht ins Ziel. Aufsehen erregte der Amerikaner Christian Dadowski, der sein lädiertes Rad nach einem Zusammenstoß mit einem Kampfrichter 12 km auf den Schultern trug und nach 16:09:48 h ins Ziel kam.
Beide Wechselzonen lagen wieder am Pier. Die im Vorjahr eingeführte „Stagger-Rule“ galt nicht mehr, dafür reduzierte die WTC den Mindestabstand zum vorausfahrenden Athleten auf der Radstrecke von bisher zehn auf sieben Meter. Die Zeitstrafe betrug allerdings ab jetzt vier statt zuvor drei Minuten.
2005
Ben Fertic hatte Lew Friedland als CEO der WTC abgelöst, und der Konflikt mit der ITU brach neu auf: Die WTC behielt nicht nur ihre im Vorjahr eingeführte Reduzierung der Drafting-Regel von 10 m auf 7 m auch 2005 bei, sie kündigte jetzt auch ihr eigenes Regelwerk abweichend von dem des USAT an. Die ITU beschloss daraufhin – auch wegen der fehlenden Anerkennung der Anti-Doping-Bestimmungen der WADA beim Ironman Hawaii – weltweit keine Triathlonveranstaltungen der WTC mehr zu genehmigen.
2005 gewann der damals 27-jährige Münchner Faris Al-Sultan als dritter Deutscher mit deutlichem Vorsprung und lief in 8:14:17 h – der bis dahin viertschnellsten Zeit auf Hawaii – mit einer Bayernflagge über die Ziellinie. Al-Sultan war als Dritter aus dem Wasser gestiegen und hatte sich rasch an die Spitze gesetzt, wurde aber nach 160 km von Torbjørn Sindballe, der mit 4:21:36 h die neun Jahre alte Radbestzeit von Thomas Hellriegel unterbot, überholt. Auf der Laufstrecke übernahm Al-Sultan erneut rasch die Führung. Titelverteidiger Normann Stadler schied nach zwei Radpannen mit Tränen aus. Der Olympiazweite von Sydney 2000, Stephan Vuckovic aus Reutlingen, wurde Zehnter. Chris McCormack kam in 8:23:52 h als Sechster erstmals in die Top Ten. Natascha Badmann siegte zum sechsten und letzten Mal bei den Frauen mit einer Zeit von 9:09:30 h. Kate Allen, Olympiasiegerin von Athen 2004, wurde fünfte Frau, Katja Schumacher aus Heidelberg wurde Sechste. Mit Ford hatte der Ironman Hawaii erstmals seit 1995 wieder einen Titelsponsor, das Preisgeld war auf 580.000 US-Dollar angehoben worden.
2006
Nachdem es im März zu einer Einigung mit dem Dachverband „USA Triathlon“ bzgl. Genehmigungen gekommen war, wandte sich die WTC wegen der ITU-Sanktionen noch an den Internationalen Sportgerichtshof, um zu klären, ob sie berufend auf ihre vor Gründung der ITU eingetragenen Markenzeichen den Ironman Frankfurt jetzt „Ironman European Championship“ sowie den Triathlon in Clearwater „Ironman 70.3 World Championship“ nennen darf. Im April 2006 hob das CAS die Sanktionen der ITU mit Verweis auf die seit 1998 bestehenden Verträge, in denen die ITU der WTC das Recht zur Nutzung ihrer Markenzeichen zugestand, ohne dass die WTC damit den Anspruch erheben würde, Welt- oder Europameisterschaften im Sinne eines von einem sportlichen Dachverband geregelten Wettbewerbs zu veranstalten, auf.
Die auf 7 m reduzierte Drafting-Regel behielt die WTC aber auch 2006 und in den Folgejahren bei, obwohl sie selbst ermittelte, dass sogar ein mit 10 m Abstand zum vorausfahrenden Athleten fahrender Teilnehmer noch rund 10 bis 15 Watt weniger Leistung aufbringen muss. Bis 2014 blieb die Drafting-Regel beim Ironman Hawaii auf 7 m reduziert, erst 2015 hob die WTC den Mindestabstand wieder auf 10 m an.
Der Wettbewerb 2006 wäre wegen Erdbeben einige Tage zuvor beinahe abgesagt worden. Normann Stadler wiederholte seinen Triumph von 2004 mit der Zeit von 8:11:56 h, er stellte dabei in 4:18:23 h einen neuen Streckenrekord auf der Radstrecke auf. Titelverteidiger Faris Al-Sultan wurde hinter Chris McCormack Dritter. Nach dem Wettkampf warfen sowohl Stadler und Al-Sultan McCormack vorsätzlich regelwidriges Verhalten vor, es sei sogar beinahe zu Handgreiflichkeiten gekommen. Kate Allen lief wieder wie im Vorjahr als fünfte Frau über die Ziellinie, Natascha Badmann wurde mit Magenproblemen Zehnte. Die DTU nutzte den Sieg Stadlers, mit dem Hinweis, dass dieser genauso wie Al-Sultan in ihr Anti-Doping-System eingebunden war, den Druck auf die WTC zu erhöhen, den Anti-Doping-Code der WADA zu unterzeichnen.
2007

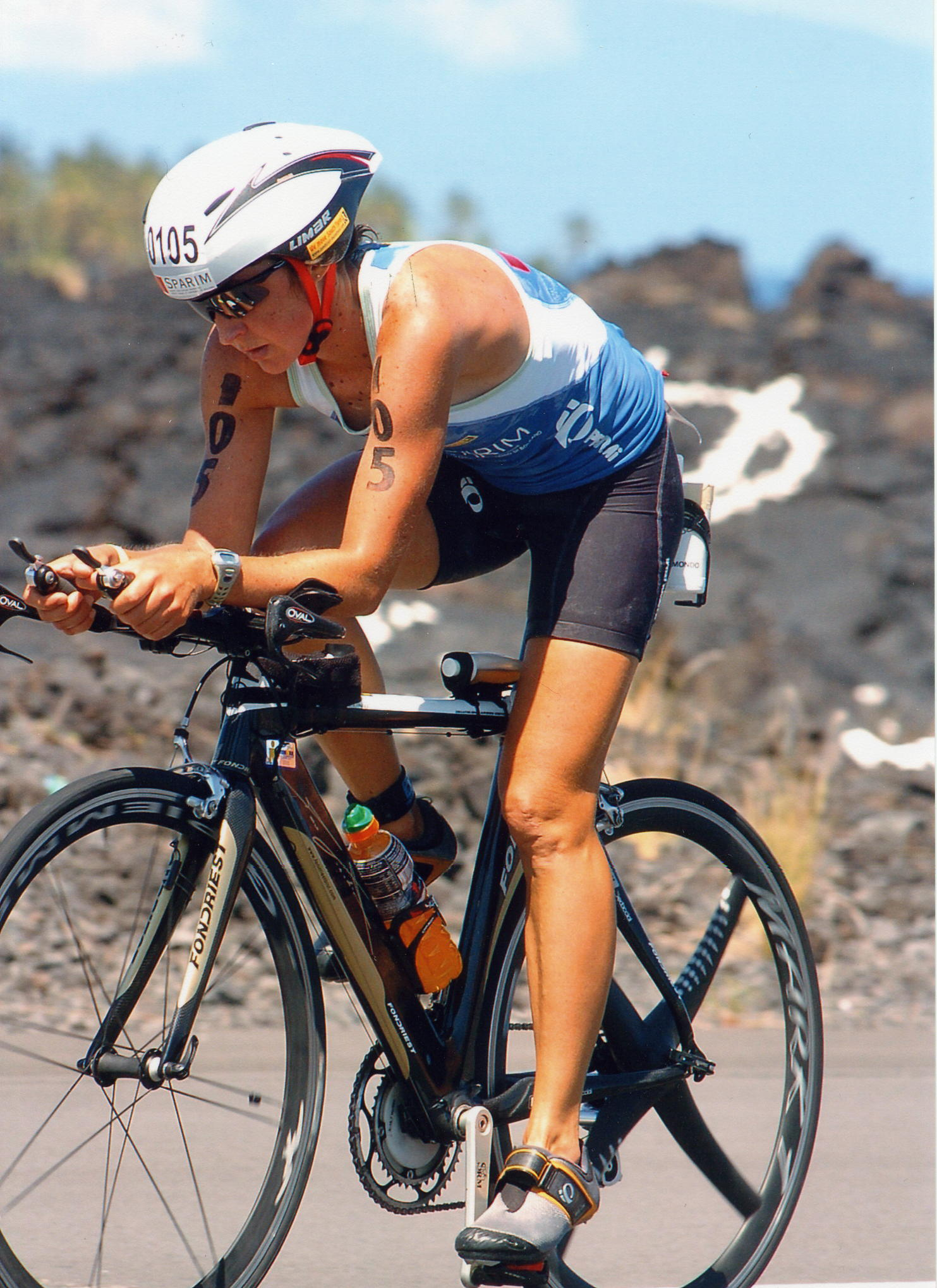
Edith Niederfriniger auf der Radetappe (2007)

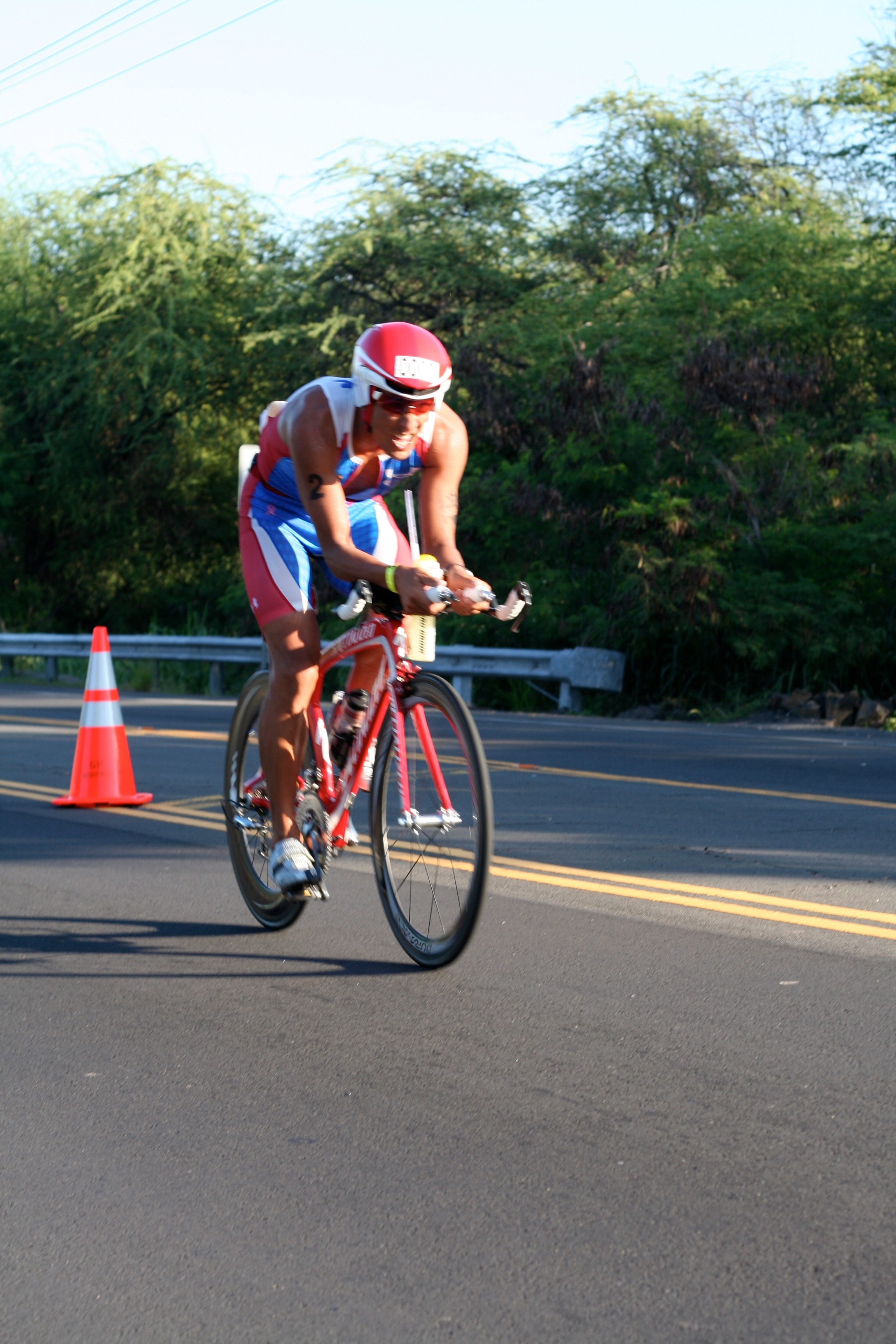
Der spätere Sieger Chris McCormack auf der Radstrecke 2007

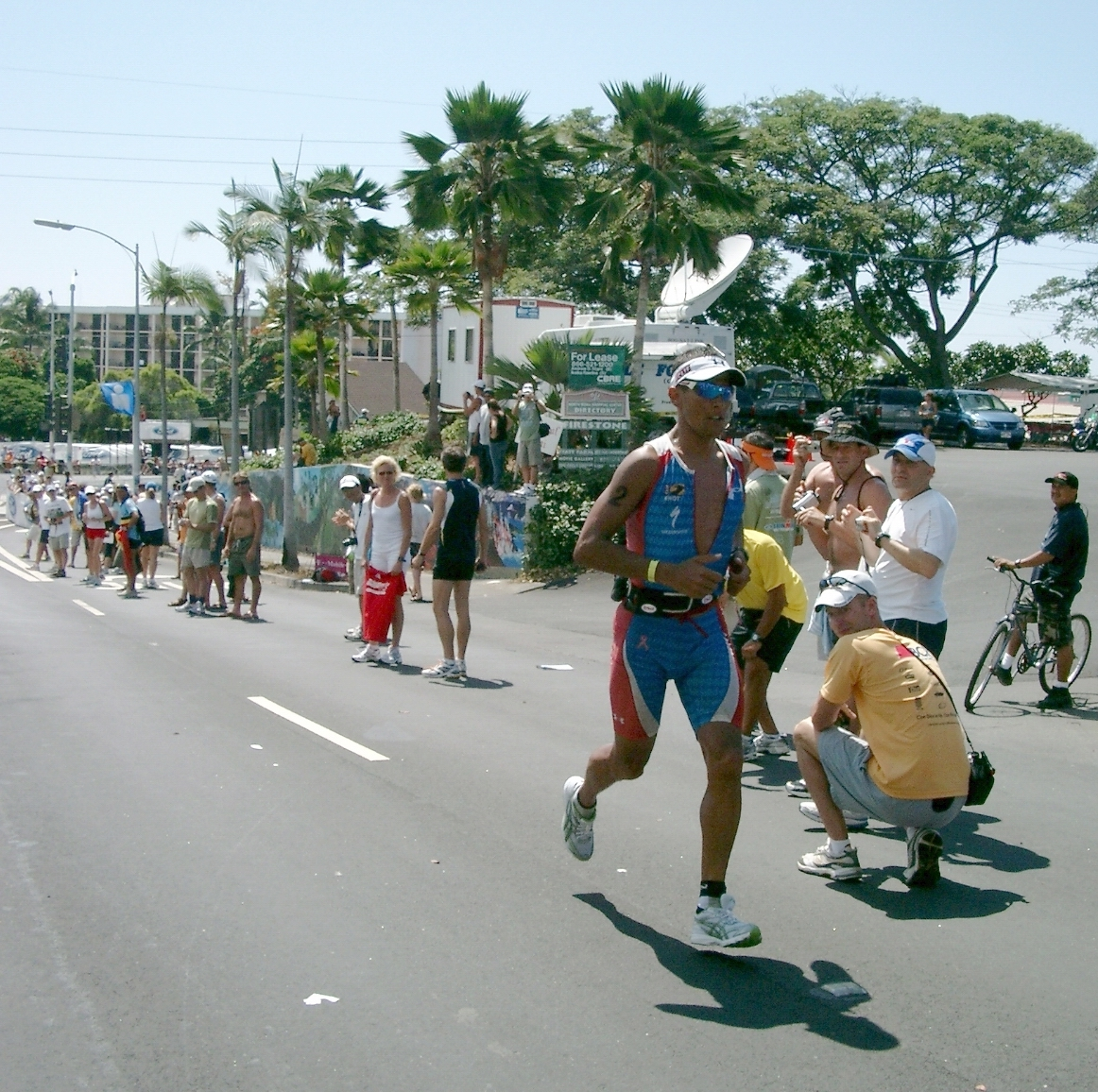
Chris McCormack auf der Laufstrecke 2007

Die WTC versteigerte eine Handvoll Startplätze für den Ironman Hawaii über eBay, pro Startplatz wurden jeweils mehr als 40.000 US-Dollar erzielt.
2007 gewann mit Chrissie Wellington in 9:08:45 h erstmals eine Frau aus Großbritannien und Nordirland und leitete damit die jüngste Siegesserie einer Athletin ein: Sie siegte auch 2008, 2009 und 2011. In diesen drei Jahren tat es ihr Craig Alexander bei den Männern gleich und machte so, gemeinsam mit Chris McCormack (2007 und 2010) und Pete Jacobs (2012), Australien sechs Jahre lang zur führenden Nation der Männer beim Ironman Hawaii.
Für deutschsprachige Athleten war 2007 das „Saure-Gurken-Jahr“: Erstmals seit 1984 war weder bei den Frauen noch bei den Männern ein Athlet aus Deutschland, Österreich oder der Schweiz in den Top Ten. Faris Al-Sultan sagte seinen Start eine Stunde vor dem Rennen wegen eines vor Ort eingefangenen Magen-Darm-Virus ab, Normann Stadler stieg auf der Radstrecke mit Magenproblemen aus, bei ihm hatte in der Nacht zuvor Durchfall eingesetzt. Auch Vorjahressiegerin Michellie Jones wurde auf der Radstrecke Opfer der Übelkeit, die Nicole Leder bereits beim Schwimmen spürte. Katja Schumacher wurde auf Platz vier liegend auf der Laufstrecke vom Krankenwagen abtransportiert. Natascha Badmann erlitt nach 20 km auf der Radstrecke einen schweren Unfall, nach eigenen Angaben wurde sie durch einen Motorradfahrer abgedrängt und schied mit diversen Knochenbrüchen und gerissenen Sehnen aus.
2008
Gills verkaufte seine Firma World Triathlon Corporation, die mittlerweile auf 23 Lizenznehmer über die volle Distanz sowie zahlreiche Ironman 70.3 und 51.50 Wettkämpfe angewachsen war, an die Investmentgesellschaft Providence und der Firmensitz wurde in Florida von Tarpon Springs nach Tampa verlegt.
2008 wurde das 30-jährige Jubiläum gefeiert und die Titel gingen in diesem Rennen wie im Vorjahr wieder an Chrissie Wellington und den Australier Craig Alexander. 2008 gelang Sandra Wallenhorst als erst zweiter deutscher Frau mit Platz drei eine Podiumsplatzierung. Vor ihr kam mit der in Österreich lebenden Yvonne van Vlerken auf Platz zwei hinter Chrissie Wellington erstmals ein Vertreter der Niederlande unter die ersten Drei auf Hawaii. Timo Bracht lief beim abschließenden Marathon zeitweise ebenfalls auf den Medaillenrängen, musste aber abreißen lassen und überquerte zwar als fünfter Mann die Ziellinie, wurde dann aber disqualifiziert. Er hatte auf der Radstrecke wegen Missachtung des Rechtsfahrgebots eine Verwarnung mit Zeitstrafe erhalten, aber nicht an der nächsten Penaltybox gehalten. Die Schweizer Ronnie Schildknecht und Mathias Hecht belegten Platz vier und acht. Normann Stadler ging zunächst in Führung liegend auf die Laufstrecke, fiel dann aber mit Oberschenkelkrämpfen zurück und wurde einen Platz hinter Faris Al-Sultan Zwölfter. Chris McCormack stieg auf der Radstrecke aus.
2009
Die WTC führte die „Ironman Executive Challenge“ für Topmanager ein. Rund 50 % der rund 1000 weltweit in dieser Kategorie bei ausgewählten Qualifikationswettkämpfen (Coeur d’Alene, Frankfurt, Lake Placid, Louisville und Arizona) startenden Teilnehmer sind CEOs oder President eines Unternehmens, 100 Qualifikationsplätze für den Ironman Hawaii sind für diese kurz „Ironman XC“ genannte Kategorie reserviert. Neben den höheren Qualifikationschancen erhalten die Mitglieder des Ironman XC-Programms als Gegenwert für die deutlich höheren Startgelder hochwertige Unterkünfte, VIP-Pass und Escort-Service für mitreisende Angehörige, VIP-Frühstück mit den Profi-Triathleten, u. a.
2009 startete der Rostocker Andreas Raelert, Olympiateilnehmer von 2000 und 2004, erstmals beim Ironman Hawaii. Beim Marathon lief er eine Weile Schulter an Schulter mit Peter Reid hinter Chris Lieto, musste den späteren Sieger Reid dann aber ziehen lassen und wurde vor Chris McCormack Dritter. Timo Bracht kam auf Platz sechs. Faris Al-Sultan, der zur Hälfte der Radstrecke noch in Führung lag, wurde Zehnter. Dirk Bockel wurde Siebter. Chrissie Wellington, der der dritte Sieg in Folge gelang, verbesserte den seit 1992 bestehenden Streckenrekord Paula Newby-Frasers in 8:54:02 Stunden um 86 Sekunden. Nur 22 Männer waren schneller als sie. Sandra Wallenhorst wurde auf Platz neun schnellste deutsche Frau. Mirinda Carfrae verbesserte den Rekord für die Marathondistanz bei den Frauen auf 2:56:51 h.
Letztmals hatten die Top 10 der männlichen und weiblichen Profis automatisch das Recht, einen Startplatz für den Ironman Hawaii des kommenden Jahres zu erwerben – ab September 2010 begann ein neues „Kona Pro Ranking“ genanntes Qualifikationsverfahren, dass die Profi-Triathleten seither zwingt, an mehr Wettkämpfen der WTC teilzunehmen.
2010
Erinnerungen an den „Iron-War“ von 1989 wurden geweckt: Andreas Raelert stieg neun Sekunden vor Chris McCormack aus dem Wasser, büßte den Vorsprung aber bereits in der Wechselzone ein. 20 km vor Ende der Radstrecke zog „Macca“ das Tempo an, Raelert wechselte mit rund 250 m Rückstand auf die Laufstrecke. Nach ca. 15 km hatte Macca, der zu diesem Zeitpunkt seinerseits rund 2½ min hinter Chris Lieto zurücklag, seinen Vorsprung auf Raelert auf rund 650 m ausgebaut, zwischen den beiden befanden sich noch Craig Alexander und Marino Vanhoenacker. Bei 35 km hatten sich Raelert und Macca in Führung gesetzt und liefen Schulter an Schulter, wechselseitige Tempoverschärfungen um den jeweils anderen abzuschütteln waren erfolglos. Kurz vor der letzten Verpflegungsstelle beschleunigte McCormack im Bergab der Palani Road und konnte sich absetzen, 100 Sekunden betrug letztlich sein Vorsprung im Ziel vor Andreas Raelert. Timo Bracht wurde Sechster, Dirk Bockel Achter, Faris Al Sultan Zehnter. Bei den Frauen triumphierte Mirinda Carfrae in Abwesenheit der wegen Erkältung nicht gestarteten Chrissie Wellington, die Schweizerin Caroline Steffen wurde Zweite, Karin Thürig unterbot in 4:48:22 h den seit 1993 bestehenden Streckenrekord auf der Radstrecke und wurde Sechste. Sandra Wallenhorst wurde mit dem Vorwurf, auf der Radstrecke abgekürzt zu haben, disqualifiziert.
2011
Craig Alexander führte die Siegesserie australischer Männer fort und unterbot mit seiner Siegerzeit von 8:03:56 h auch den alten Männerrekord des Belgiers Luc Van Lierde von 1996 um ganze 12 Sekunden. Mit einer Platzwunde am Auge durch einen beim Schwimmen erhaltenen Schlag eines Konkurrenten kam Andreas Raelert zwar nach der Hälfte der Laufstrecke bis auf 2½ min an „Crowie“ heran, musste dann aber dem hohen Tempo Tribut zollen und sogar noch den von hinten heraneilenden Pete Jacobs passieren lassen. In 8:11:07 h, seiner persönlichen Bestzeit auf Hawaii wurde Raelert Dritter vor Dirk Bockel und Timo Bracht, der Schweizer Mike Aigroz wurde Sechster, Andreas Böcherer Achter und Faris Al-Sultan Zehnter. Bei den Frauen reichte Vorjahressiegerin Mirinda Carfrae auch nicht ihr neuer Streckenrekord auf der Laufstrecke, um Chrissie Wellington an ihrem vierten Sieg in Kailua-Kona – wenn auch nur mit 109 Sekunden Vorsprung – zu hindern. Caroline Steffen und Karin Thürig wurden Fünfte bzw. Sechste, beste Deutsche Frau war Sonja Tajsich als Siebte.
2012
Im Februar 2012 sorgte ein Vertrag der WTC mit Lance Armstrong für Aufsehen: der unter Doping-Verdacht stehende siebenfache Tour-de-France-Sieger sagte zu, u. a. beim Ironman Hawaii zu starten, im Gegenzug garantierte ihm die WTC 1 Million US-Dollar. Nach der offiziellen Anklage wegen Doping durch die USADA strich die WTC Armstrong von ihren Startlisten. Armstrong wurden anschließend sämtliche Titel aberkannt, er erhielt eine lebenslange Sperre.
Andreas Raelert, der 2012 erstmals gemeinsam mit seinem Bruder Michael am Start stand, verlor ungewöhnlicherweise bereits beim Schwimmen fünf Minuten auf die Spitze und kämpfte sich bis zum Schluss auf Platz zwei durch – der Sieger war aber auch dieses Jahr mit Pete Jacobs wieder ein Australier. Hinter dem Belgier Frederik Van Lierde haderte auf Platz vier Sebastian Kienle bei seinem ersten Start auf Hawaii mit sich selbst im Ziel: In Führung liegend hatte er viel Zeit damit verloren, einen Reifendefekt zu beheben. Mit Faris Al-Sultan auf Platz fünf und Timo Bracht auf Platz sechs kamen gleich vier Deutsche unter die ersten Sechs, Dirk Bockel wurde Zehnter. Chris McCormack stieg erneut auf der Radstrecke aus. Bei den Frauen siegte die Britin Leanda Cave in 9:15:54 h, die auf den letzten Kilometern noch die lange führende Schweizerin Caroline Steffen abfing. Sonja Tajsich fehlten auf Platz vier trotz zehntschnellster Marathonzeit einer Frau in der Geschichte des Ironman Hawaii und einzige Frau an diesem Tag unter drei Stunden nur 64 s bis zur Bronzemedaille. Natascha Badmann wurde mit der schnellsten Radzeit Sechste.
2013
Frederik Van Lierde gelang es in einem von ihm verhalten geführten Rennen, in dem er zwar stets Kontakt zur Spitze behielt, sich aber nie direkt in Szene zu setzte, die sechs Jahre andauernde australische Siegesserie zu durchbrechen. Auf dem Weg zum Natural Energy Lab sammelt van Lierde zuerst Sebastian Kienle, dann den Australier Luke McKenzie ein und lief in 8:12:29 h dem Sieg entgegen. McKenzie und Kienle, die auf der Radstrecke gemeinsam mit Andrew Starykowicz mit einer der schnellsten Radzeiten in der Geschichte des Ironman Hawaii enteilt waren, wurden Zweiter bzw. Dritter. Timo Bracht und Faris Al-Sultan wurden Neunter bzw. Zehnter. Mirinda Carfrae wurde zum zweiten Mal Siegerin beim Ironman Hawaii, die Australierin unterbot in 8:52:14 h den Streckenrekord von Chrissie Wellington um fast zwei Minuten und ließ den Britinnen Rachel Joyce und Liz Blatchford beim Marathon keine Chance. Caroline Steffen kam mit Magenproblemen auf Platz vier, beste Deutsche wurde Kristin Möller auf Platz 16, einen Platz hinter Natascha Badmann.
Das Durchschnittsalter der 2013 startenden Athleten betrug bei den Männern 42 und bei den Frauen 40 Jahre.

### 2014 bis 2019
2014

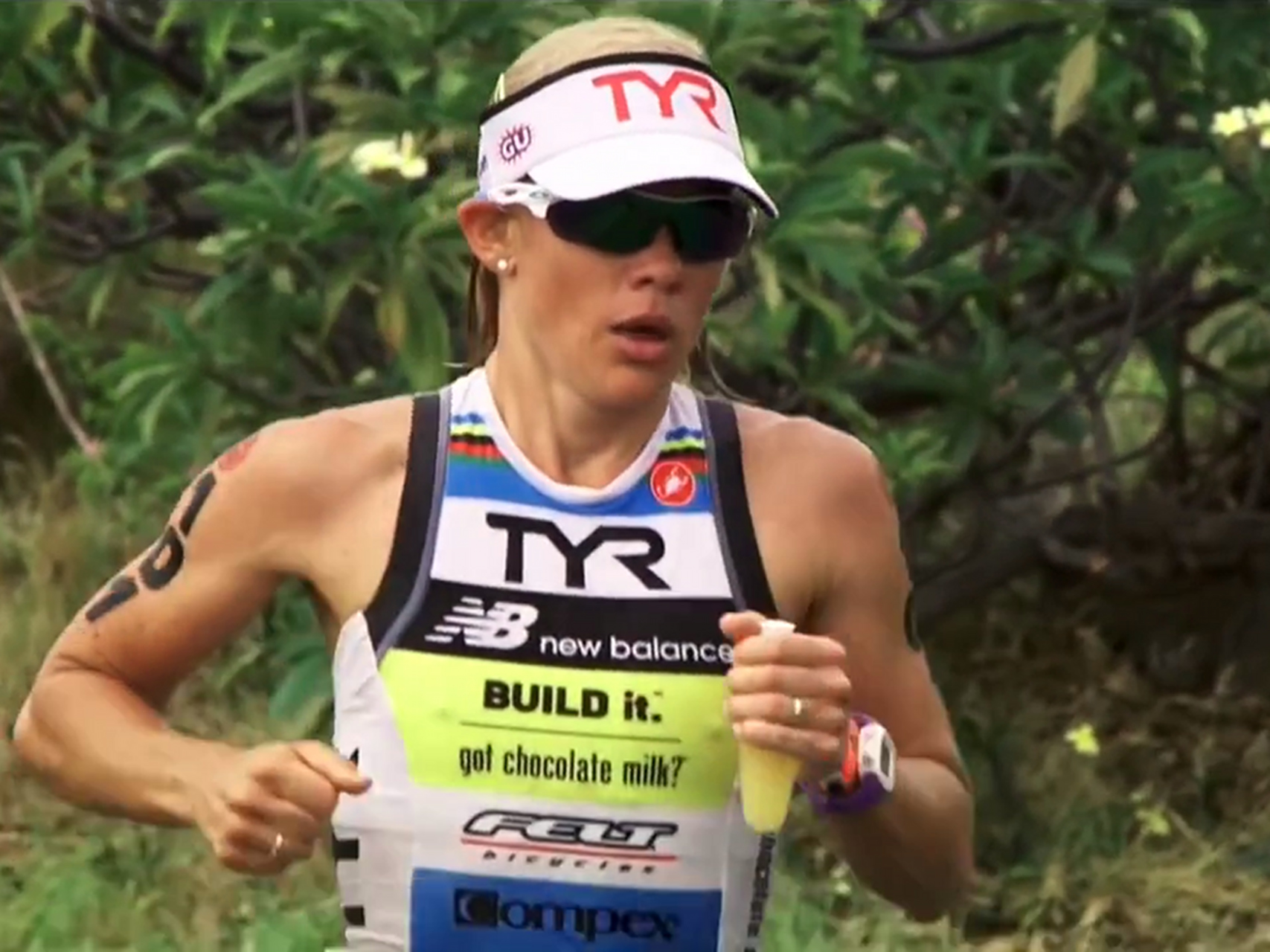
Mirinda Carfrae auf dem Weg zu ihrem dritten Sieg 2014

2014 waren im Feld der 53 männlichen Profi-Triathleten neun deutsche Athleten am Start, zusammen mit Australien stellte Deutschland damit die zahlenmäßig stärkste Nation. Aus den USA hatten sich acht männliche Profis qualifizieren können und aus Österreich sowie der Schweiz standen jeweils ein männlicher Profi am Start. Unter den 36 Profi-Triathletinnen starteten vier Schweizerinnen sowie drei Deutsche.
Dem amtierenden Sieger der „Ironman European Championship“, Sebastian Kienle, gelang bei den Männern der erste deutsche Sieg seit Normann Stadlers Triumph im Jahr 2006. Hinter Ben Hoffman kam der Olympiasieger von 2008, Jan Frodeno, bei seinem Debüt auf Hawaii als Dritter rund sechs Minuten nach Kienle ins Ziel – eine Radpanne sowie eine Zeitstrafe hatten ihn zurückgeworfen. Nils Frommhold wurde Sechster, Maik Twelsiek Elfter, Ronnie Schildknecht Zwölfter, Michael Weiss Sechzehnter und Boris Stein Zwanzigster.
Bei den Frauen konnte die Australierin Mirinda Carfrae ihren Erfolg aus dem Vorjahr vor der Schweizerin Daniela Ryf wiederholen. Caroline Steffen und Julia Gajer wurden Fünfte bzw. Sechste. Faris Al-Sultan, im Frühjahr Vater geworden, kam erstmals nicht ins Ziel, ein halbes Jahr später erklärte er seinen Rücktritt vom Leistungssport. Insgesamt war er bei seinen dreizehn Starts auf Hawaii neunmal bei der Siegerehrung in den Top Ten auf die Bühne gerufen worden.
2014 absolvierte der Kölner Elmar Sprink (42) in 12:30 h als erster Mensch nach einer Herztransplantation erfolgreich den Ironman Hawaii.
2015
Im Mai 2015 entschieden die Justizbehörden in Florida, dass die seit 1983 für den Ironman Hawaii betriebene Lotterie nicht rechtmäßig sei. Bemängelt wurde, dass die Teilnehmer an der Lotterie nicht etwa einen Startplatz beim Ironman Hawaii gewannen, sondern nur das Recht, diesen für zusätzliche 850 US-Dollar zu erwerben.
Die WTC musste daraufhin ein Bußgeld in Höhe ihrer Gewinne aus dieser Lotterie seit 2012, insgesamt 2,76 Millionen US-Dollar zahlen und kündigte an, die Lotterie ab 2016 nicht mehr anzubieten.
Im August 2015 verkaufte Providence den Veranstalter WTC für 650 Millionen US-Dollar an den chinesischen Finanzinvestor Dalian Wanda.
Die WTC passte 2015 das Regelwerk für den Ironman Hawaii wie auch ihre übrigen Veranstaltungen wieder an das der ITU an, insbesondere die 2004 von der WTC vorgenommene Verkürzung der Drafting-Zone von zehn auf sieben Meter wurde rückgängig gemacht.
2015 war Jan Frodeno bei seinem zweiten Start auf Hawaii von Beginn an in der Spitzengruppe zu finden. Nach einem Duell an der Spitze auf dem Rad mit Vorjahressieger Sebastian Kienle konnte er sich auf der Laufstrecke absetzen und als erster Olympiasieger auch beim Ironman Hawaii triumphieren. Er wurde damit zum fünften Deutschen Hawaii-Sieger und auch zum ersten Athleten, der in einem Jahr die Ironman European Championship in Frankfurt, die Ironman 70.3 World Championship und Hawaii gewinnen konnte.
Ebenfalls in der Spitzengruppe nach dem Schwimmen war Andreas Raelert, der dann aber mit einer Panne auf dem Rad zurückgeworfen wurde. Mit der zweitschnellsten Laufzeit des Tages konnte sich der 39-jährige Rostocker, der nach zwei verkorksten Jahren auf Hawaii nicht zu den Favoriten gezählt hatte, aber noch bis auf Platz zwei vorarbeiten und sorgte so für einen deutschen Doppelsieg. Sebastian Kienle fiel auf der Laufstrecke zurück und wurde Achter, der wie Raelert erst in letzter Minute qualifizierte Boris Stein wurde Zehnter. Bei den Frauen sorgte Favoritin Daniela Ryf nach dem Ausstieg von Mirinda Carfrae auf der Radstrecke für einen ungefährdeten siebten Sieg einer Schweizerin mit dreizehn Minuten Vorsprung vor der Britin Rachel Joyce. Caroline Steffen kam auf Platz neun, die Österreicherin Eva Wutti wurde Sechzehnte. Beste Deutsche waren auf Platz siebzehn und neunzehn Britta Martin und Katrin Esefeld.
2016
Bei den Männern gewann Jan Frodeno vor Sebastian Kienle und Patrick Lange. Damit feierte Deutschland zum zweiten Mal nach 1997 einen Dreifacherfolg und Jan Frodeno konnte als erster deutscher Triathlet den Ironman Hawaii zweimal hintereinander gewinnen. Zudem verbesserte der Drittplatzierte Patrick Lange die Bestzeit im Laufen von Mark Allen aus dem Jahr 1989. Dabei ist anzumerken, dass die Strecke im Jahr 1989 noch anders verlief.
Bei den Frauen konnte mit Daniela Ryf nach Natascha Badmann erneut eine Schweizerin den Titel verteidigen.
2017
214 deutsche Triathletinnen und Triathleten schafften die Qualifikation für Kona, aus Österreich waren 32 Starter und Starterinnen mit dabei und aus der Schweiz 43 (im Vorjahr noch 61). Mit Cameron Wurf, Lionel Sanders und Sebastian Kienle unterboten gleich drei Athleten den alten Streckenrekord auf der Radstrecke.
Allerdings mussten sie auf dem Marathon für das hohe Tempo Tribut zollen. Sie wurden allesamt von Patrick Lange, der erst relativ spät vom Mountainbiken zum Triathlon wechselte, eingeholt. Damit gewann bei den Herren im vierten Jahr in Folge ein Athlet aus Deutschland. Lange verfehlte die Finisher-Marke von acht Stunden nur um einhundert Sekunden. In der Konkurrenz der Damen stand Daniela Ryf aus der Schweiz zum dritten Mal in Serie ganz oben auf dem Podest.
2018
Fünf Wochen vor dem Ironman Hawaii 2018 wurde der Onlineversandhändler Amazon als neuer Titelsponsor für das Event bekannt gegeben und das 40-jährige Jubiläum der Veranstaltung trug den Namen „Ironman World Championship brought to you by Amazon“.
Am 13. Oktober 2018 konnten beide Sieger des Vorjahres, Daniela Ryf und Patrick Lange, ihren Titel erfolgreich verteidigen. Lange blieb mit erneutem Streckenrekord in 7:52:39 h erstmals in Hawaii unter der Acht-Stunden-Marke, die auch vom Zweitplatzierten Bart Aernouts unterboten wurde (7:56:41 h). Ryf, die beim Schwimmen Kontakt mit Quallen hatte und neun Minuten nach der schnellsten Schwimmerin aus dem Wasser kam, stellte mit ihrer Siegerzeit von 8:26:16 h einen neuen Streckenrekord bei den Frauen auf. 2018 führte der Marathon über eine etwas geänderte Laufstrecke. Begünstigt wurden die Rekordzeiten durch optimale Windverhältnisse auf der Radstrecke. So blieben bei den Männern fünf und bei den Frauen sechs Starter unter der vorherigen Bestmarke im Radfahren. Bei den Frauen sind nun neun 2018er Starterinnen in den Top 10 der schnellsten Radfahrerinnen vertreten.
2019
Erstmals gewannen am 12. Oktober 2019 mit Anne Haug und Jan Frodeno sowohl bei den Frauen als auch bei den Männern deutsche Triathleten den Titel. Frodeno unterbot bei seinem dritten Sieg mit einer Zeit von 7:51:13 h den Streckenrekord.

### Seit 2020
2020 bis 2022
Im April 2020 wurde im Rahmen der Ausbreitung des Coronavirus der Zeitraum für eine Qualifikation zum Ironman Hawaii bis zum 30. August verlängert. Eine ursprünglich geplante Austragung am 6. Februar 2021 wurde auf den 9. Oktober 2021 verschoben. Im August 2021 wurde verlautbart, dass die World Championship am 5. Februar 2022 stattfinden soll.
Nach einer erneuten Terminverschiebung im Herbst 2021 und der Verlegung nach St. George, Utah, wurde die World Championship am 7. Mai 2022 und erstmals nicht auf Hawaii ausgetragen.
Am 6. und 8. Oktober 2022 fand die Meisterschaft wieder auf Hawaii statt und wurde erstmals an zwei Tagen ausgetragen: Um das Starterfeld zu entzerren, starteten am Donnerstag die Frauen und am Samstag die Männer.
Im Januar 2023 wurde bekanntgegeben, dass die Ironman-Weltmeisterschaften der Männer im September 2023 und 2025 in Nizza stattfinden und die Frauen jeweils einen Monat später auf Hawaii starten. 2024 und 2026 sollte das dann umgekehrt sein.
Im April 2025 wurde verlautbart, dass die Ironman-Weltmeisterschaften am 10. Oktober 2026 wieder so stattfinden sollen, wie sie bis 2019 Standard waren: Nämlich mit einem einzigen großen Renntag für Frauen und Männer auf Hawaii in Kailua-Kona.

## Auswirkung auf Hawaii
2002 berichtete der Honolulu Advertiser, die damals größte Tageszeitung auf Hawaii, dass durch den Ironman Hawaii ein zusätzlicher Umsatz von 26 Millionen US-Dollar generiert werde. 7000 freiwillige Helfer seien in dem Event involviert. Das lokale Radgeschäft B&L Bike and Sports beispielsweise generiere bis zu einem Drittel seines Jahresumsatzes in den Tagen um den Wettkampf. Zwischen 75 und 150 Personen würden sich am Wettkampftag und in den Tagen danach vor Ort ein M-Dot-Logo tätowieren lassen.
Ein durchschnittlicher Athlet bliebe zehn Tage auf Hawaii, zwei Tage länger als der durchschnittliche Tourist. Außerdem brächten die meisten Teilnehmer einen Partner oder Trainer mit.

## Kritik
Für das Rennen 2022 wurde der Frauenwettbewerb auf den Donnerstag verlegt und die Gesamt-Teilnehmerzahl auf bis zu 5500 Teilnehmer erhöht. Die Herren starteten am Sonntag. Patrick Lange und Andreas Niedrig kritisierten die verstärkte Kommerzialisierung und die damit einhergehende Verteuerung der Teilnahme. Die kleine Insel Big Island biete dafür nicht ausreichend Platz. Allein für die Unterkunft in der Rennwoche müssten bis zu 15.000 Euro bezahlt werden.
Das Startgeld für 2022 wurde auf 1120 US-Dollar erhöht.

## Siegerlisten
| Datum                                       | Männer                 | Männer               | Männer               | Frauen                     | Frauen               | Frauen                     |
| Datum                                       | Erster Platz           | Zweiter Platz        | Dritter Platz        | Erster Platz               | Zweiter Platz        | Dritter Platz              |
| ------------------------------------------- | ---------------------- | -------------------- | -------------------- | -------------------------- | -------------------- | -------------------------- |
| 11. Okt. 2026                               |                        |                      |                      |                            |                      |                            |
| 11. Okt. 2025                               | —                      | —                    | —                    |                            |                      |                            |
| 26. Okt. 2024                               | Patrick Lange (SR) -3- | Magnus Ditlev        | Rodolphe Von Berg    | —                          | —                    | —                          |
| 23. Okt. 2023                               | —                      | —                    | —                    | Lucy Charles-Barclay (SR)  | Anne Haug            | Laura Philipp              |
| 6. Okt. 2022 (Frauen) 8. Okt. 2022 (Männer) | Gustav Iden            | Sam Laidlow          | Kristian Blummenfelt | Chelsea Sodaro             | Lucy Charles-Barclay | Anne Haug                  |
| 12. Okt. 2019                               | Jan Frodeno -3-        | Timothy O’Donnell    | Sebastian Kienle     | Anne Haug                  | Lucy Charles-Barclay | Sarah Crowley              |
| 13. Okt. 2018                               | Patrick Lange -2-      | Bart Aernouts        | David McNamee        | Daniela Ryf -4-            | Lucy Charles         | Anne Haug                  |
| 14. Okt. 2017                               | Patrick Lange          | Lionel Sanders       | David McNamee        | Daniela Ryf -3-            | Lucy Charles         | Sarah Crowley              |
| 8. Okt. 2016                                | Jan Frodeno -2-        | Sebastian Kienle     | Patrick Lange        | Daniela Ryf -2-            | Mirinda Carfrae      | Heather Jackson            |
| 10. Okt. 2015                               | Jan Frodeno            | Andreas Raelert      | Timothy O’Donnell    | Daniela Ryf                | Rachel Joyce         | Liz Blatchford             |
| 11. Okt. 2014                               | Sebastian Kienle       | Ben Hoffman          | Jan Frodeno          | Mirinda Carfrae -3-        | Daniela Ryf          | Rachel Joyce               |
| 12. Okt. 2013                               | Frederik Van Lierde    | Luke Jarrod McKenzie | Sebastian Kienle     | Mirinda Carfrae -2-        | Rachel Joyce         | Liz Blatchford             |
| 13. Okt. 2012                               | Pete Jacobs            | Andreas Raelert      | Frederik Van Lierde  | Leanda Cave                | Caroline Steffen     | Mirinda Carfrae            |
| 8. Okt. 2011                                | Craig Alexander -3-    | Pete Jacobs          | Andreas Raelert      | Chrissie Wellington -4-    | Mirinda Carfrae      | Leanda Cave                |
| 9. Okt. 2010                                | Chris McCormack -2-    | Andreas Raelert      | Marino Vanhoenacker  | Mirinda Carfrae            | Caroline Steffen     | Julie Dibens               |
| 10. Okt. 2009                               | Craig Alexander -2-    | Chris Lieto          | Andreas Raelert      | Chrissie Wellington -3-    | Mirinda Carfrae      | Virginia Berasategui       |
| 11. Okt. 2008                               | Craig Alexander        | Eneko Llanos         | Rutger Beke          | Chrissie Wellington -2-    | Yvonne van Vlerken   | Sandra Wallenhorst         |
| 13. Okt. 2007                               | Chris McCormack        | Craig Alexander      | Torbjørn Sindballe   | Chrissie Wellington        | Samantha McGlone     | Kate Major                 |
| 21. Okt. 2006                               | Normann Stadler -2-    | Chris McCormack      | Faris Al-Sultan      | Michellie Jones            | Desirée Ficker       | Lisa Bentley               |
| 15. Okt. 2005                               | Faris Al-Sultan        | Cameron Brown        | Peter Reid           | Natascha Badmann -6-       | Michellie Jones      | Kate Major                 |
| 16. Okt. 2004                               | Normann Stadler        | Peter Reid           | Faris Al-Sultan      | Natascha Badmann -5-       | Heather Fuhr         | Kate Major                 |
| 18. Okt. 2003                               | Peter Reid -3-         | Rutger Beke          | Cameron Brown        | Lori Bowden -2-            | Natascha Badmann     | Nina Kraft                 |
| 19. Okt. 2002                               | Tim DeBoom -2-         | Peter Reid           | Cameron Brown        | Natascha Badmann -4-       | Nina Kraft           | Lori Bowden                |
| 6. Okt. 2001                                | Tim DeBoom             | Cameron Brown        | Thomas Hellriegel    | Natascha Badmann -3-       | Lori Bowden          | Nina Kraft                 |
| 14. Okt. 2000                               | Peter Reid -2-         | Tim DeBoom           | Normann Stadler      | Natascha Badmann -2-       | Lori Bowden          | Fernanda Keller            |
| 23. Okt. 1999                               | Luc Van Lierde -2-     | Peter Reid           | Tim DeBoom           | Lori Bowden                | Karen Smyers         | Fernanda Keller            |
| 3. Okt. 1998                                | Peter Reid             | Luc Van Lierde       | Lothar Leder         | Natascha Badmann           | Lori Bowden          | Fernanda Keller            |
| 18. Okt. 1997                               | Thomas Hellriegel      | Jürgen Zäck          | Lothar Leder         | Heather Fuhr               | Lori Bowden          | Fernanda Keller            |
| 26. Okt. 1996                               | Luc Van Lierde         | Thomas Hellriegel    | Greg Welch           | Paula Newby-Fraser (a) -8- | Natascha Badmann     | Karen Smyers               |
| 7. Okt. 1995                                | Mark Allen -6-         | Thomas Hellriegel    | Rainer Müller-Hörner | Karen Smyers               | Isabelle Mouthon     | Fernanda Keller            |
| 15. Okt. 1994                               | Greg Welch             | Dave Scott           | Jeff Devlin          | Paula Newby-Fraser (a) -7- | Karen Smyers         | Fernanda Keller            |
| 23. Okt. 1993                               | Mark Allen -5-         | Pauli Kiuru          | Wolfgang Dittrich    | Paula Newby-Fraser (a) -6- | Erin Baker           | Susan Latshaw              |
| 10. Okt. 1992                               | Mark Allen -4-         | Cristián Bustos      | Pauli Kiuru          | Paula Newby-Fraser -5-     | JulieAnne White      | Thea Sybesma               |
| 19. Okt. 1991                               | Mark Allen -3-         | Greg Welch           | Jeff Devlin          | Paula Newby-Fraser -4-     | Erin Baker           | Sarah Coope                |
| 6. Okt. 1990                                | Mark Allen -2-         | Scott Tinley         | Pauli Kiuru          | Erin Baker -2-             | Paula Newby-Fraser   | Terry Schneider-Egger      |
| 14. Okt. 1989                               | Mark Allen             | Dave Scott           | Greg Welch           | Paula Newby-Fraser -3-     | Sylviane Puntous     | Kirsten Hanssen            |
| 22. Okt. 1988                               | Scott Molina           | Mike Pigg            | Ken Glah             | Paula Newby-Fraser -2-     | Erin Baker           | Kirsten Hanssen            |
| 10. Okt. 1987                               | Dave Scott -6-         | Mark Allen           | Greg Stewart         | Erin Baker                 | Sylviane Puntous     | Paula Newby-Fraser         |
| 18. Okt. 1986                               | Dave Scott -5-         | Mark Allen           | Scott Tinley         | Paula Newby-Fraser         | Sylviane Puntous     | Joanne Ernst               |
| 26. Okt. 1985                               | Scott Tinley -2-       | Christopher Hinshaw  | Carl Kupferschmid    | Joanne Ernst               | Elizabeth Bulman     | Paula Newby-Fraser         |
| 6. Okt. 1984                                | Dave Scott -4-         | Scott Tinley         | Grant Boswell        | Sylviane Puntous -2-       | Patricia Puntous     | Julie Olson                |
| 22. Okt. 1983                               | Dave Scott -3-         | Scott Tinley         | Mark Allen           | Sylviane Puntous           | Patricia Puntous     | Eva Ueltzen                |
| 9. Okt. 1982                                | Dave Scott -2-         | Scott Tinley         | Jeff Tinley          | Julie Leach                | JoAnn Dahlkoetter    | Sally Edwards              |
| 6. Feb. 1982                                | Scott Tinley           | Dave Scott           | Jeff Tinley          | Kathleen McCartney         | Julie Moss           | Lyn Brooks / Sally Edwards |
| 14. Feb. 1981                               | John Howard            | Tom Warren           | Scott Tinley         | Linda Sweeney              | Sally Edwards        | Lyn Brooks                 |
| 10. Jan. 1980                               | Dave Scott             | Chuck Neumann        | John Howard          | Robin Beck                 | Eve Anderson         | —                          |
| 14. Jan. 1979                               | Tom Warren             | John Dunbar          | Ian Emberson         | Lyn Lemaire                | —                    | —                          |
| 18. Feb. 1978                               | Gordon Haller          | John Dunbar          | Dave Orlowski        | —                          | —                    | —                          |

## Rekordhalter

### Männer
Bestzeiten der Männer
2024 verbesserte Patrick Lange den Streckenrekord von Gustav Iden aus dem Jahr 2022 um rund viereinhalb Minuten auf 7:35:52 Stunden.
| Platz | Name                 | Jahr | Zeit    | Bemerkung                                    |
| ----- | -------------------- | ---- | ------- | -------------------------------------------- |
| 1     | Patrick Lange        | 2024 | 7:35:53 | 3 × Sieger Ironman Hawaii (2017, 2018, 2024) |
| 2     | Gustav Iden          | 2022 | 7:40:24 | Sieger Ironman Hawaii (2022)                 |
| 3     | Sam Laidlow          | 2022 | 7:42:24 | Sieger Ironman World Championship (2023)     |
| 4     | Kristian Blummenfelt | 2022 | 7:43:23 | Dritter Ironman Hawaii (2022)                |
| 5     | Magnus Ditlev        | 2024 | 7:43:39 | Zweiter Ironman Hawaii (2024)                |
| 6     | Max Neumann          | 2022 | 7:44:44 |                                              |
| 7     | Rudy von Berg        | 2024 | 7:46:00 | Dritter Ironman Hawaii (2024)                |
| 8     | Léon Chevalier       | 2024 | 7:46:54 |                                              |
| 9     | Menno Koolhaas       | 2024 | 7:47:22 |                                              |
| 10    | Gregory Barnaby      | 2024 | 7:48:22 |                                              |

Top 10 der schnellsten Männer in den Teildisziplinen
Den Rekord im Schwimmen hält seit 2024 der Australier Sam Askey-Doran in 45:43 min.
Schnellster Deutscher ist Jan Sibbersen in 46:29 min (2018). Den Teil-Streckenrekord auf der 180-km-Radstrecke auf Hawaii stellte der Franzose Sam Laidlow 2024 mit 3:57:22 h auf, schnellster Deutscher ist Patrick Lange mit 4:06:22 h (2024). Schnellster auf der Marathondistanz ist der Norweger Gustav Iden in 2:36:15 h (2022). Schnellster Deutscher auf der Marathonstrecke ist Patrick Lange mit 2:37:34 h (2024).
| 3,86 km Schwimmen | 3,86 km Schwimmen    | 3,86 km Schwimmen |
| ----------------- | -------------------- | ----------------- |
| 45:43             | Sam Askey-Doran      | 2024              |
| 46:29             | Jan Sibbersen        | 2018              |
| 46:44             | Lars Jorgensen       | 1995              |
| 46:50             | Jan Sibbersen        | 2003              |
| 47:01             | Noa Sakamoto         | 2008              |
| 47:02             | Menno Koolhaas       | 2024              |
| 47:02             | John Flanagan        | 2008              |
| 47:06             | Sam Laidlow          | 2024              |
| 47:08             | Antonio Benito López | 2024              |
| 47:09             | Joshua Amberger      | 2017              |
| 47:09             | Patrick Lange        | 2024              |

| 180,2 km Radfahren | 180,2 km Radfahren | 180,2 km Radfahren |
| ------------------ | ------------------ | ------------------ |
| 3:57:22            | Sam Laidlow        | 2024               |
| 4:01:38            | Léon Chevalier     | 2024               |
| 4:01:44            | Robert Kallin      | 2024               |
| 4:02:52            | Magnus Ditlev      | 2024               |
| 4:03:32            | Kristian Høgenhaug | 2024               |
| 4:03:59            | Cameron Wurf       | 2024               |
| 4:04:36            | Cameron Wurf       | 2022               |
| 4:04:55            | Matthew Marquardt  | 2024               |
| 4:05:02            | Menno Koolhaas     | 2024               |
| 4:05:28            | Nick Thompson      | 2024               |

| 42,195 km Laufen | 42,195 km Laufen     | 42,195 km Laufen |
| ---------------- | -------------------- | ---------------- |
| 2:36:15          | Gustav Iden          | 2022             |
| 2:37:34          | Patrick Lange        | 2024             |
| 2:39:21          | Kristian Blummenfelt | 2022             |
| 2:39:45          | Patrick Lange        | 2016             |
| 2:39:59          | Patrick Lange        | 2017             |
| 2:40:04          | Mark Allen (1)       | 1989             |
| 2:40:14          | Max Neumann          | 2022             |
| 2:41:03          | Dave Scott (1)       | 1989             |
| 2:41:06          | Pete Jacobs          | 2010             |
| 2:41:32          | Patrick Lange (2)    | 2018             |

### Frauen
Bestzeiten der Frauen
Newby-Fraser hielt den Streckenrekord ab 1992 mit 8:55:28 h, erst 2009 konnte Chrissie Wellington diesen als erste Frau seither mit ihrer Siegerzeit von 8:54:02 h um 86 s unterbieten. Nur 22 Männer waren damals schneller als Wellington. 2013 verbesserte Mirinda Carfrae den Streckenrekord um weitere knapp zwei Minuten auf 8:52:14 Stunden und lief dabei vor allem den Marathon in der weiteren Rekordzeit für Frauen von 2:50:39 Stunden – nur zwei Männer waren an diesem Tag schneller. Daniela Ryf verbesserte 2016 den Streckenrekord auf 8:46:46 Stunden und 2018 ein weiteres Mal um über 20 Minuten auf 8:26:18 Stunden. 2023 verbesserte Lucy Charles den Streckenrekord um 1:45 Minuten auf 8:24:31 Stunden.
| Platz | Name           | Jahr | Zeit    | Bemerkung                                                                                |
| ----- | -------------- | ---- | ------- | ---------------------------------------------------------------------------------------- |
| 1     | Lucy Charles   | 2023 | 8:24:31 | Siegerin Ironman Hawaii (2023) 4 × Zweite Ironman Hawaii (2017, 2018, 2019, 2022)        |
| 2     | Daniela Ryf    | 2018 | 8:26:16 | 5 × Siegerin Ironman World Championship (2015, 2016, 2017, 2018, 2022)                   |
| 3     | Anne Haug      | 2023 | 8:27:33 | Zweite Ironman Hawaii (2023) Siegerin Ironman Hawaii (2019) Dritte Ironman Hawaii (2018) |
| 4     | Laura Philipp  | 2023 | 8:32:55 | Dritte Ironman Hawaii (2023)                                                             |
| 5     | Chelsea Sodaro | 2022 | 8:33:46 | Siegerin Ironman Hawaii (2022)                                                           |

Top 10 der schnellsten Frauen in den Teildisziplinen
Schnellste deutsche Schwimmerin bisher ist Ute Mückel, die 1997 die Streckenbestzeit auf 49:57 min reduzierte. Die zehn schnellsten jemals von Frauen auf Hawaii gefahrenen Radzeiten wurden alle bei den Austragungen 2018, 2022 und 2023 aufgestellt, darunter als beste Deutsche Laura Philipp 2023 mit 4:35:52 h. Die schnellste je erzielte Laufzeit lief Anne Haug ebenfalls 2023 mit 2:48:23 h.
| 3,86 km Schwimmen | 3,86 km Schwimmen | 3,86 km Schwimmen |
| ----------------- | ----------------- | ----------------- |
| 48:13             | Lucy Charles      | 2018              |
| 48:43             | Jodi Jackson      | 1999              |
| 48:48             | Lucy Charles      | 2017              |
| 48:53             | Lauren Brandon    | 2017              |
| 49:02             | Lucy Charles      | 2019              |
| 49:08             | Lauren Brandon    | 2019              |
| 49:11             | Wendy Ingraham    | 1998              |
| 49:36             | Lucy Charles      | 2023              |
| 49:51             | Barbara Lindquist | 2000              |
| 49:52             | Wendy Ingraham    | 1999              |

| 180,2 km Radfahren | 180,2 km Radfahren | 180,2 km Radfahren |
| ------------------ | ------------------ | ------------------ |
| 4:26:07            | Daniela Ryf        | 2018               |
| 4:32:29            | Lucy Charles       | 2023               |
| 4:34:00            | Taylor Knibb       | 2023               |
| 4:35:52            | Laura Philipp      | 2023               |
| 4:36:11            | Daniela Ryf        | 2022               |
| 4:38:11            | Lucy Charles       | 2018               |
| 4:38:16            | Corinne Abraham    | 2018               |
| 4:38:34            | Daniela Ryf        | 2023               |
| 4:38:36            | Lisa Norden        | 2023               |
| 4:38:53            | Joycelin McCauly   | 2023               |

| 42,195 km Laufen | 42,195 km Laufen    | 42,195 km Laufen |
| ---------------- | ------------------- | ---------------- |
| 2:48:23          | Anne Haug           | 2023             |
| 2:50:27          | Mirinda Carfrae     | 2014             |
| 2:50:39          | Mirinda Carfrae     | 2013             |
| 2:51:07          | Anne Haug           | 2019             |
| 2:51:45          | Chelsea Sodaro      | 2022             |
| 2:52:09          | Mirinda Carfrae     | 2011             |
| 2:52:41          | Chrissie Wellington | 2011             |
| 2:53:02          | Chelsea Sodaro      | 2023             |
| 2:53:32          | Mirinda Carfrae     | 2010             |
| 2:53:51          | Caitlin Snow        | 2011             |

## Statistik

### Mehrfache Sieger
| Anzahl | Sportler             | Jahre                                          |
| ------ | -------------------- | ---------------------------------------------- |
| 8      | / Paula Newby-Fraser | 1986, 1988, 1989, 1991, 1992, 1993, 1994, 1996 |
| 6      | Natascha Badmann     | 1998, 2000, 2001, 2002, 2004, 2005             |
| 6      | Mark Allen           | 1989, 1990, 1991, 1992, 1993, 1995             |
| 6      | Dave Scott           | 1980, 1982, 1983, 1984, 1986, 1987             |
| 4      | Daniela Ryf          | 2015, 2016, 2017, 2018                         |
| 4      | Chrissie Wellington  | 2007, 2008, 2009, 2011                         |
| 3      | Craig Alexander      | 2008, 2009, 2011                               |
| 3      | Mirinda Carfrae      | 2010, 2013, 2014                               |
| 3      | Jan Frodeno          | 2015, 2016, 2019                               |
| 3      | Patrick Lange        | 2017, 2018, 2024                               |
| 3      | Peter Reid           | 1998, 2000, 2003                               |

Die erfolgreichste Triathletin auf Hawaii Paula Newby-Fraser (Simbabwe, ab 1993 USA) siegte in Summe achtmal, auf insgesamt sechs Siege kommen die Schweizerin Natascha Badmann sowie die beiden US-Amerikaner Dave Scott und Mark Allen. Die Schweizerin Daniela Ryf und die die Britin Chrissie Wellington gewannen je viermal. Die Australierin Mirinda Carfrae, der Kanadier Peter Reid, der Australier Craig Alexander und die Deutschen Jan Frodeno und Patrick Lange konnten das Rennen je dreimal gewinnen.

### Deutsche Medaillengewinner
Nach ihrem dritten Platz 2018 gewann Anne Haug 2019 als erste Deutsche. Zuvor war Nina Kraft mit ihrem zweiten Platz 2002 sowie den dritten Plätzen 2001 und 2003 die erfolgreichste deutsche Frau auf Hawaii. Sandra Wallenhorst wurde 2008 Dritte, Sonja Tajsich 2012 Vierte, Ute Mückel 1996 Fünfte. Bestplatzierte Österreicherin bisher ist Kate Allen mit zwei fünften Plätzen (2005 und 2006).
Als erster Deutscher erklomm Wolfgang Dittrich aus Neuss 1993 als Dritter in 8:20:13 h das Podest und löste damit Hannes Blaschke und Klaus Barth als zuvor bestplatzierte Deutsche ab, die 1985 bzw. 1986 jeweils Vierte wurden. Thomas Hellriegel konnte nach zwei zweiten Plätzen 1995 hinter Mark Allen und 1996 hinter Luc van Lierde dann schließlich 1997 den ersten deutschen Hawaii-Sieg in 8:33:01 h erzielen. Er siegte dabei vor Jürgen Zäck und Lothar Leder. 2004 siegte Normann Stadler als zweiter Deutscher mit 8:33:29 h, 2006 konnte er diesen Erfolg in 8:11:56 h wiederholen. Faris Al-Sultan gewann im Jahr 2005 als dritter Deutscher mit 8:14:17 h die Ironman World Championship.
Vierter deutscher Sieger wurde 2014 Sebastian Kienle in 8:14:18 h, 2015 siegte Jan Frodeno in 8:14:40 h als fünfter und 2017 Patrick Lange in 8:01:39 h als sechster Deutscher. Mit fünf Podiumsplatzierungen löste Andreas Raelert 2015 Thomas Hellriegel als den deutschen Athleten, der am häufigsten das Siegerpodest bei der „Flower Ceremony“ betreten hatte, ab. Durch den Sieg 2016 wurde Jan Frodeno nach Norman Stadler der zweite Deutsche, der den Ironman Hawaii zweimal gewinnen konnte. Zudem war er damit der erste Deutsche, der einen Ironman-Hawaii-Titel verteidigen konnte. Patrick Lange gelang 2018 ebenfalls die Titelverteidigung mit seiner Siegerzeit von 7:52:39 h. Er war damit der erste Triathlet, der die „magischen“ acht Stunden auf Hawaii unterbot.
2019 holte sich Jan Frodeno seinen dritten Sieg mit dem damaligen Streckenrekord von 7:51:13 h. 2024 gewann Patrick Lange zum dritten Mal mit neuem Streckenrekord in 7:35:53 h.